# Pörtschach am Wörther See
Pörtschach am Wörther See (slowenisch Poreče ob Vrbskem jezeru) ist eine Gemeinde mit 3002 Einwohnern (Stand 1. Jänner 2025) im Bezirk Klagenfurt-Land in Österreich. Sie ist insbesondere als Sommerurlaubsort bekannt.
Pörtschach ist gesetzlich anerkannter Luftkurort.

## Geographie

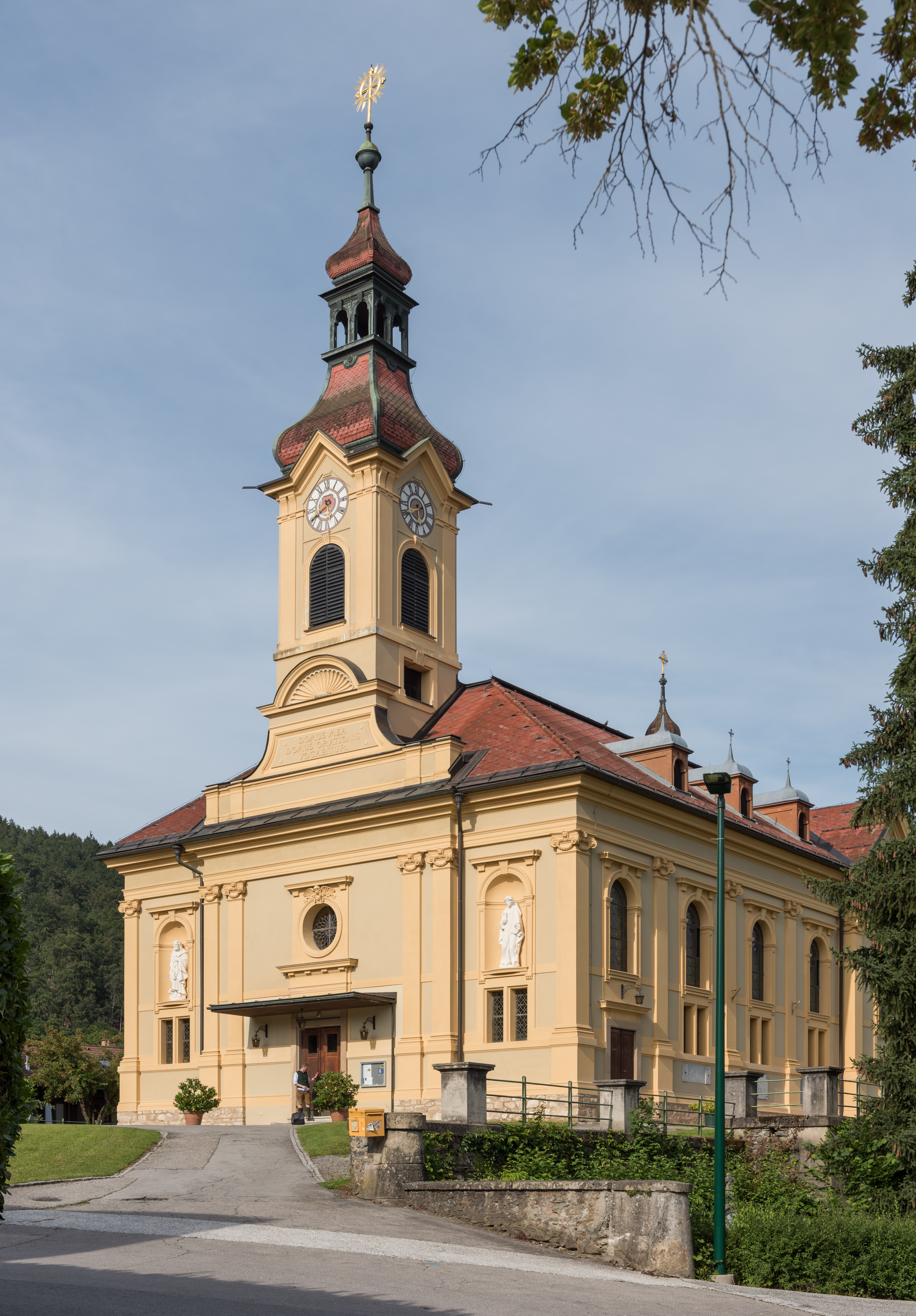
Pfarrkirche hl. Johannes d. T.

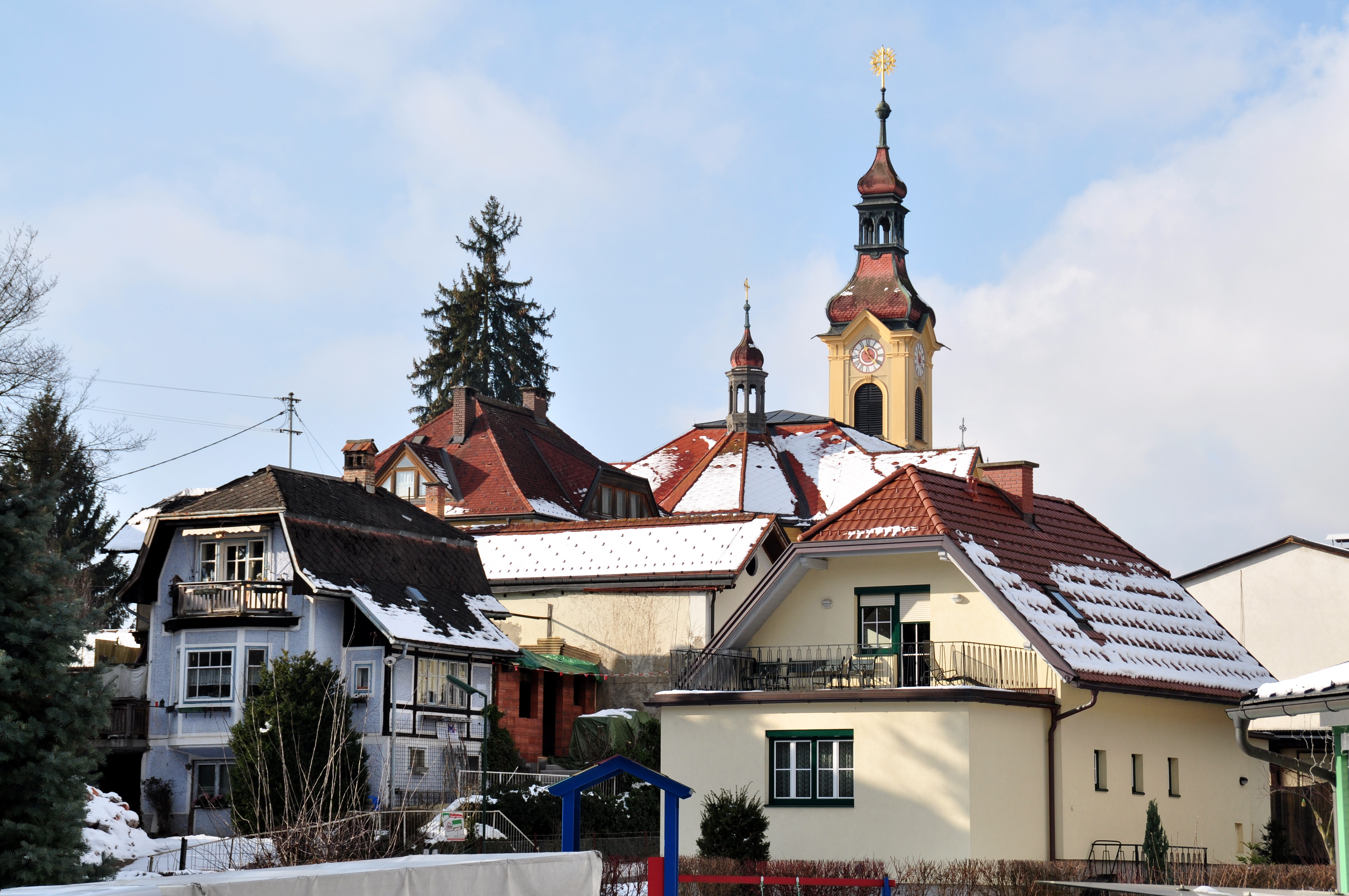
Wohnhäuser mit Pfarrkirche an der Moosburger Straße

Pörtschach liegt in 446 bis 702 Metern Seehöhe am nördlichen Ufer des Wörthersees, etwa 14 km westlich von Klagenfurt.

### Gemeindegliederung
Das Gemeindegebiet ist in die zwei Katastralgemeinden Pörtschach am See (Poreče ob jezeru) und Sallach gegliedert. Einzige Ortschaft der Gemeinde ist Pörtschach am Wörthersee. Diese umfasst folgende Ortsteile:
- Am Gletschertopf
- Goritschach
- Leonstein (Ruine)
- Pritschitz (Pričiče)
- Rennweg
- Sallach
- Windischberg
- Winklern

### Nachbargemeinden
|             | Moosburg                                    |             |
| Techelsberg | Kompassrose, die auf Nachbargemeinden zeigt | Krumpendorf |
|             | Maria Wörth                                 |             |

### Geologie

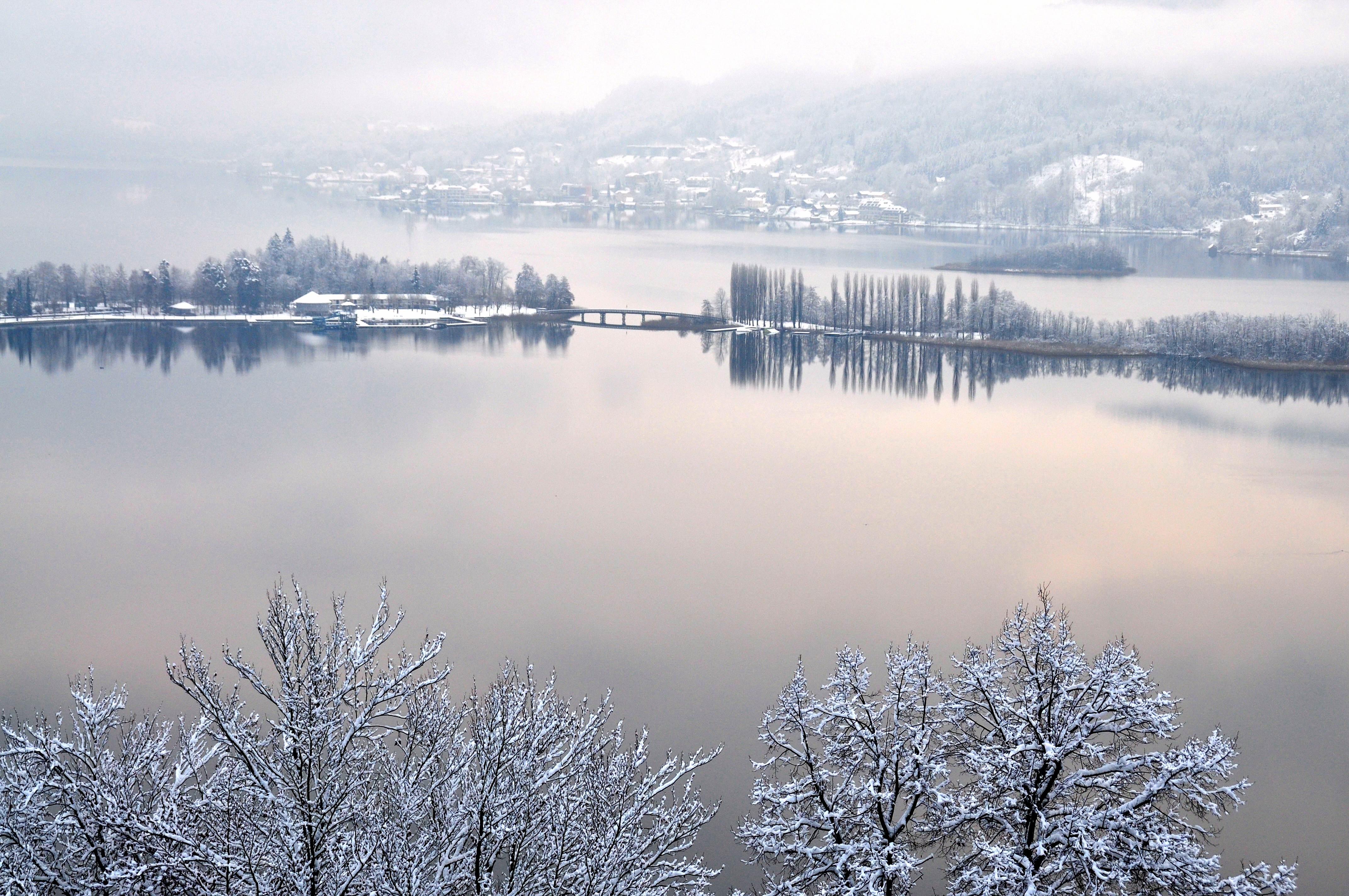
Halbinsel, Blumeninsel und Kapuzinerinsel

Die Landschaft des Wörthersees, an dem Pörtschach und Pritschitz liegen, wurde wesentlich geprägt durch die letzte Vergletscherung. Während der letzten Würm-Eiszeit (zirka 100.000 v. Chr.) waren die Talfurchen sowohl des Wörthersees als auch des etwas höher gelegenen Keutschacher Sees daher zur Gänze mit Gletschereis gefüllt. Aus den Zentralalpen, den westlichen Gailtaler Alpen, den Karnischen Alpen und den westlichen Gurktaler Alpen flossen gewaltige Eismassen gegen Osten hin ab und vereinigten sich im Raum Villach zum mächtigen Draugletscher mit einer Höchstbreite von 30 km, bei Villach mit 900 m Höhe, bei Klagenfurt noch zirka 700 m und dem Ende bei Bleiburg, Wallersberg, Griffen. Die Entstehung der Seebecken erfolgte vor allem während des Eisrückzuges. Der größte Teil Pörtschachs ist aus jungen eiszeitlichen (oder recenten) Ablagerungen aufgebaut, die dahinter befindlichen Bergketten (Hoher Gallin, Bannwald, Gaisrückenberge, Sallacher Berg, Pirkkogel) sind altkristallin. Ein Rest dieses Eisrückzuges ist ein Felsbrocken mit Schliffspuren, der Gletschertopf.

## Geschichte

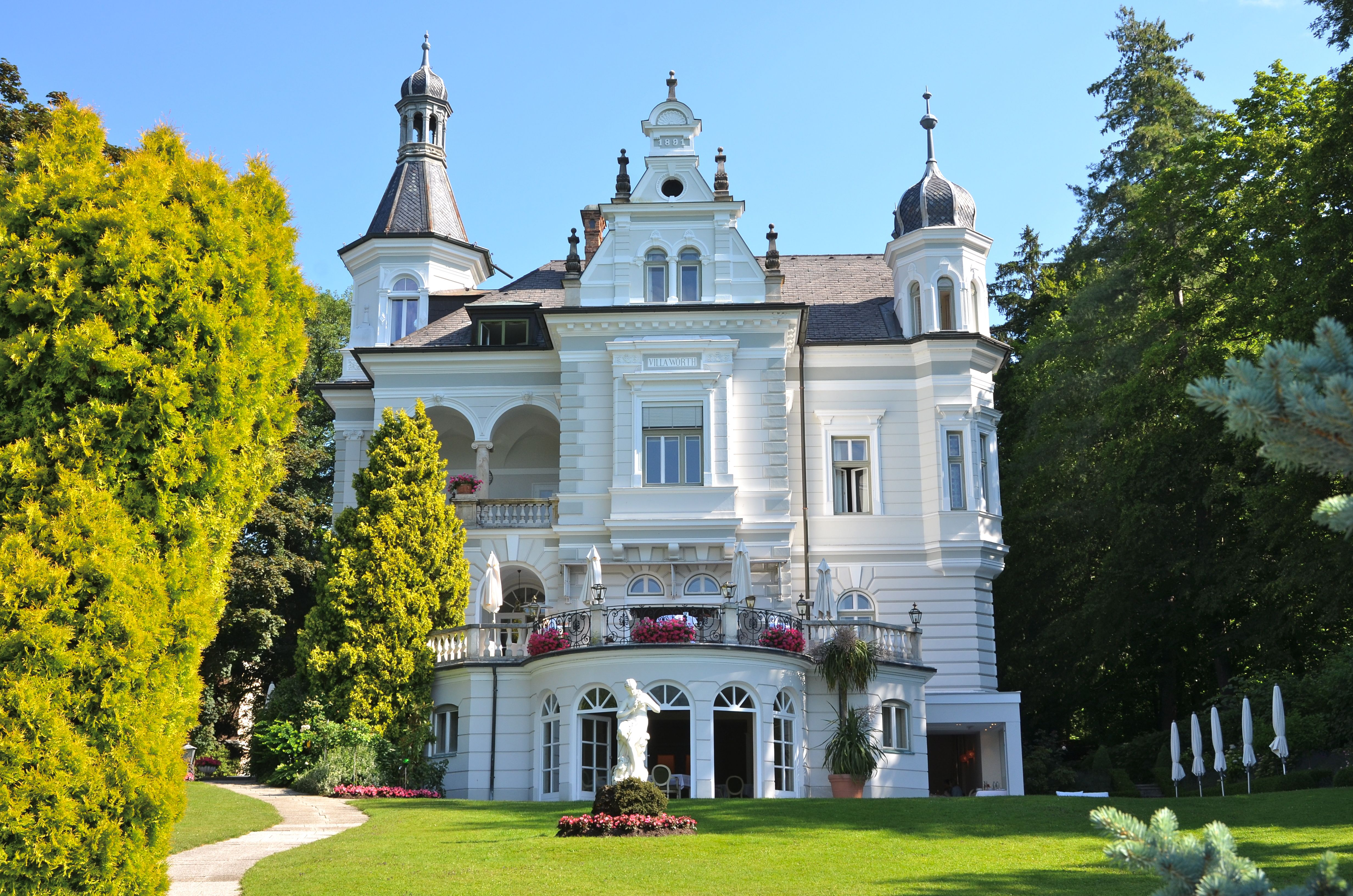
Villa Wörth

### Vorkeltische und Keltische Zeit

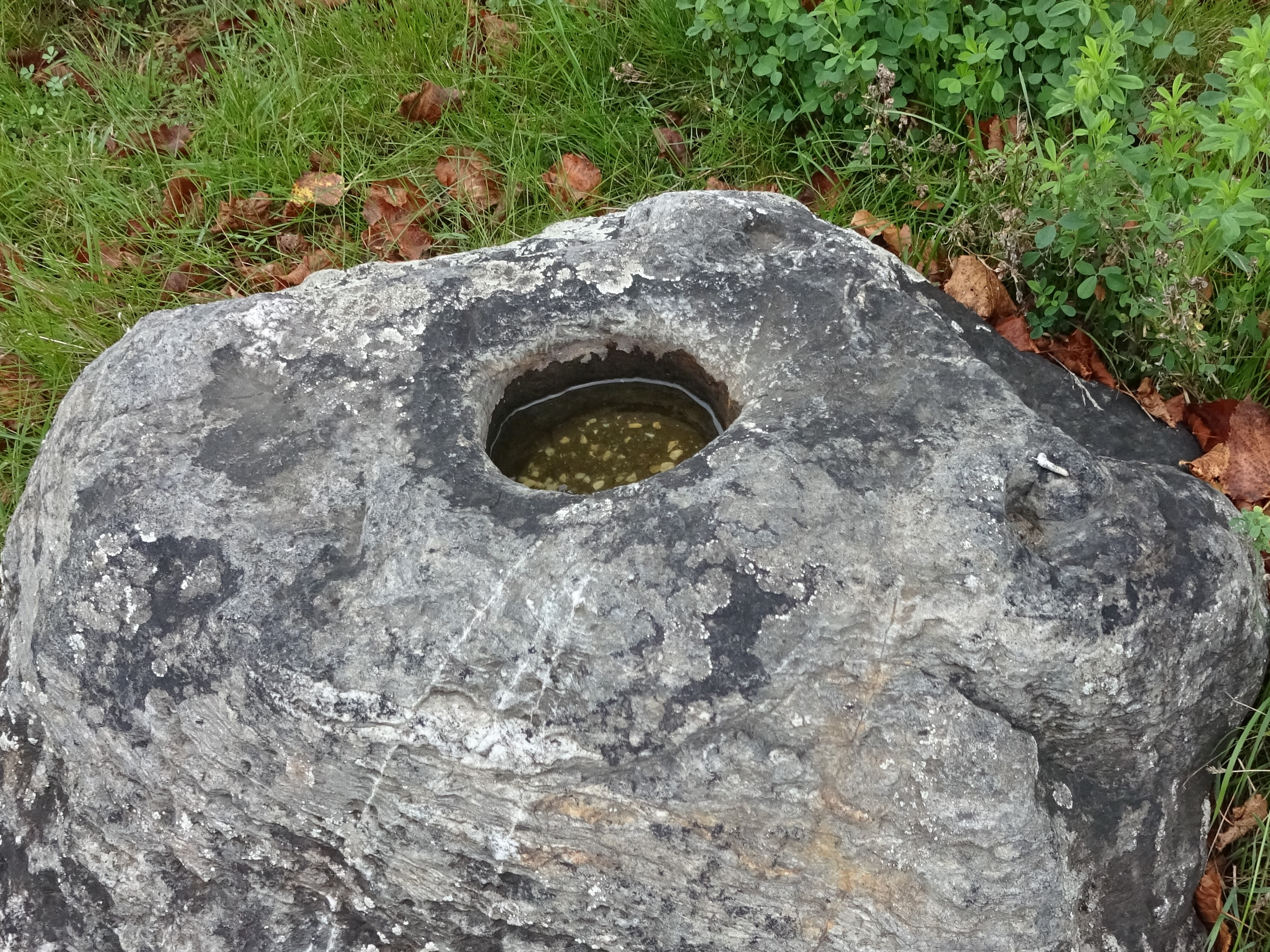
Pörtschacher Schalenstein

Vermutlich aus der Steinzeit rühren die so genannten Schalensteine her, die man noch an vielen Stellen des Landes vorfindet. Im Kreuzungsbereich der Sankt-Oswalder-Straße mit dem Goritschacher Weg ist eine in einen vorspringenden, etwa dreißig Zentimeter hohen Felskegel schalenförmige Vertiefung eingemeißelt. Während der Kult-Zeremonien wurde die Opfergabe, wahrscheinlich Blut von kleinen Tieren wie Vögeln oder Rodentia, in der kleinen Ausnehmung des Felsens aufgefangen.

### Altertum und Mittelalter
Funden zufolge führte über das Gemeindegebiet bereits zu Römerzeiten die Norische Hauptstraße von Velden nach Krumpendorf. Im Ortsteil Sallach dürfte sich die römische Straßenstation Saloca befunden haben, die auch in der Tabula Peutingeriana, einer spätantiken Straßenkarte, verzeichnet ist.
Der Name Pörtschach stammt von den ab dem 7. Jahrhundert hier siedelnden Alpenslawen („porecah“ = „bei den Leuten, die am Bach wohnen“). Ab Ende des 10. Jahrhunderts gehörte der Ort einem aus dem Rheinland eingewanderten Rittergeschlecht. Die in dieser Zeit errichtete Seeburg verfiel ab dem 14. Jahrhundert zunehmend und existiert heute bis auf kärgliche Mauerreste nicht mehr. Die in der Nähe errichtete Burg Leonstein ist stark verfallen, wird seit einigen Jahren jedoch wieder restauriert.
Im Jahr 1150 wurde Pörtschach als Porsach erstmals urkundlich erwähnt.
Um 1490 wurde das Schloss Leonstain in unmittelbarer Nähe des heutigen Ortskerns erbaut. Heute befindet sich darin ein Hotel. Besitzer des Schlosses ist die Familie Neuscheller.

### Neuzeit

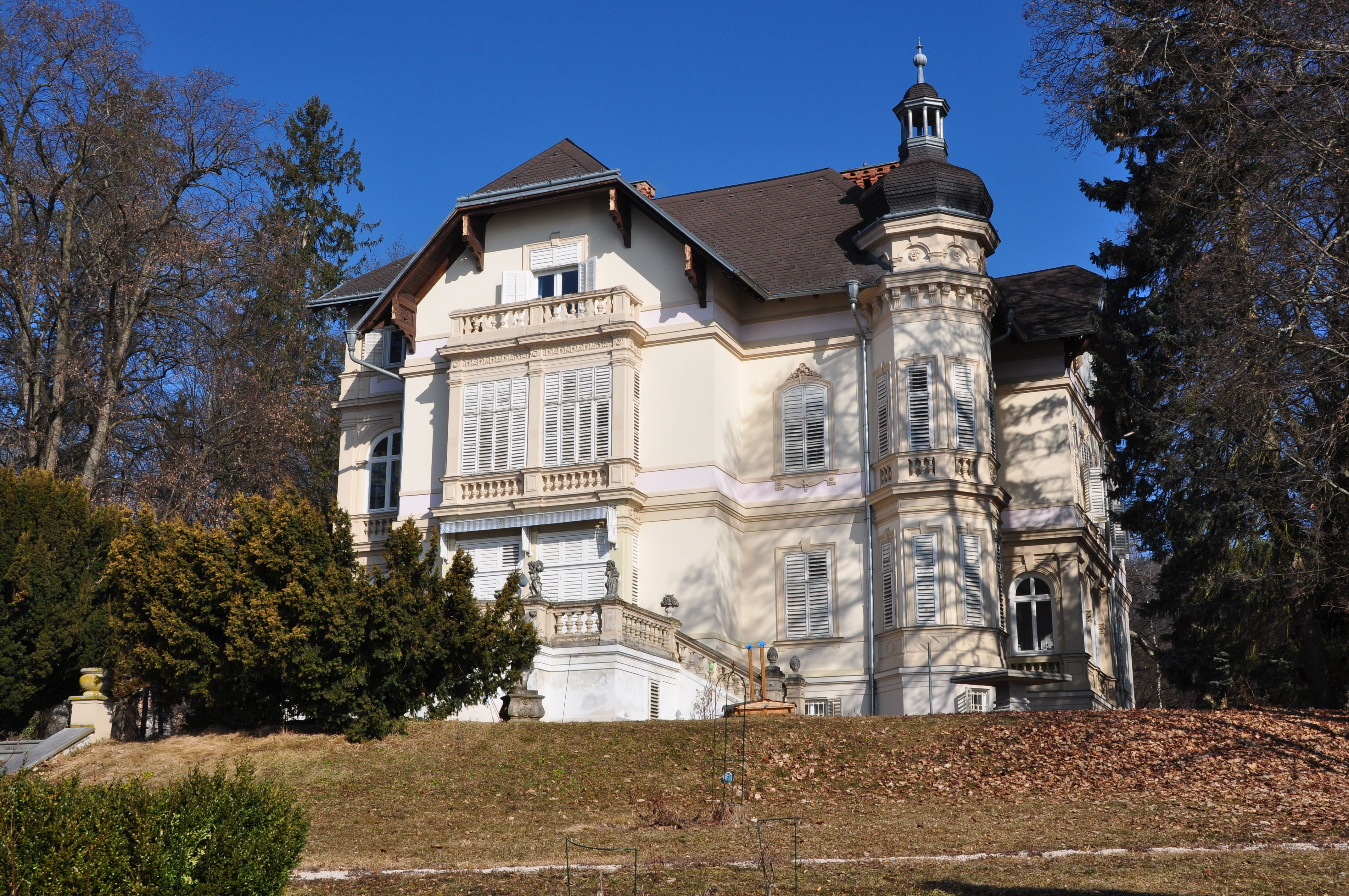
Villa Seehort (2011)

Der touristische Aufschwung kam mit den ersten Sommerfrischlern im 19. Jahrhundert, insbesondere ab der Eröffnung der Wörtherseeschifffahrt 1853. Kurz darauf, 1864, wurde Pörtschach Station der neuen Südbahn von Wien nach Italien, was den Ort zu einem beliebten Feriendomizil machte. Bekannte Gäste waren z. B. Kaiser Franz Joseph I., Gustav Mahler und Johannes Brahms. Nach den Boomjahren des Tourismus in Kärnten in den 1960er und 1970er Jahren erlebt Pörtschach wieder ein Revival als Szeneort am Wörthersee. Angepeiltes Ziel ist allerdings ein Sanfter Tourismus als Perspektive für die Zukunft.

## Bevölkerung

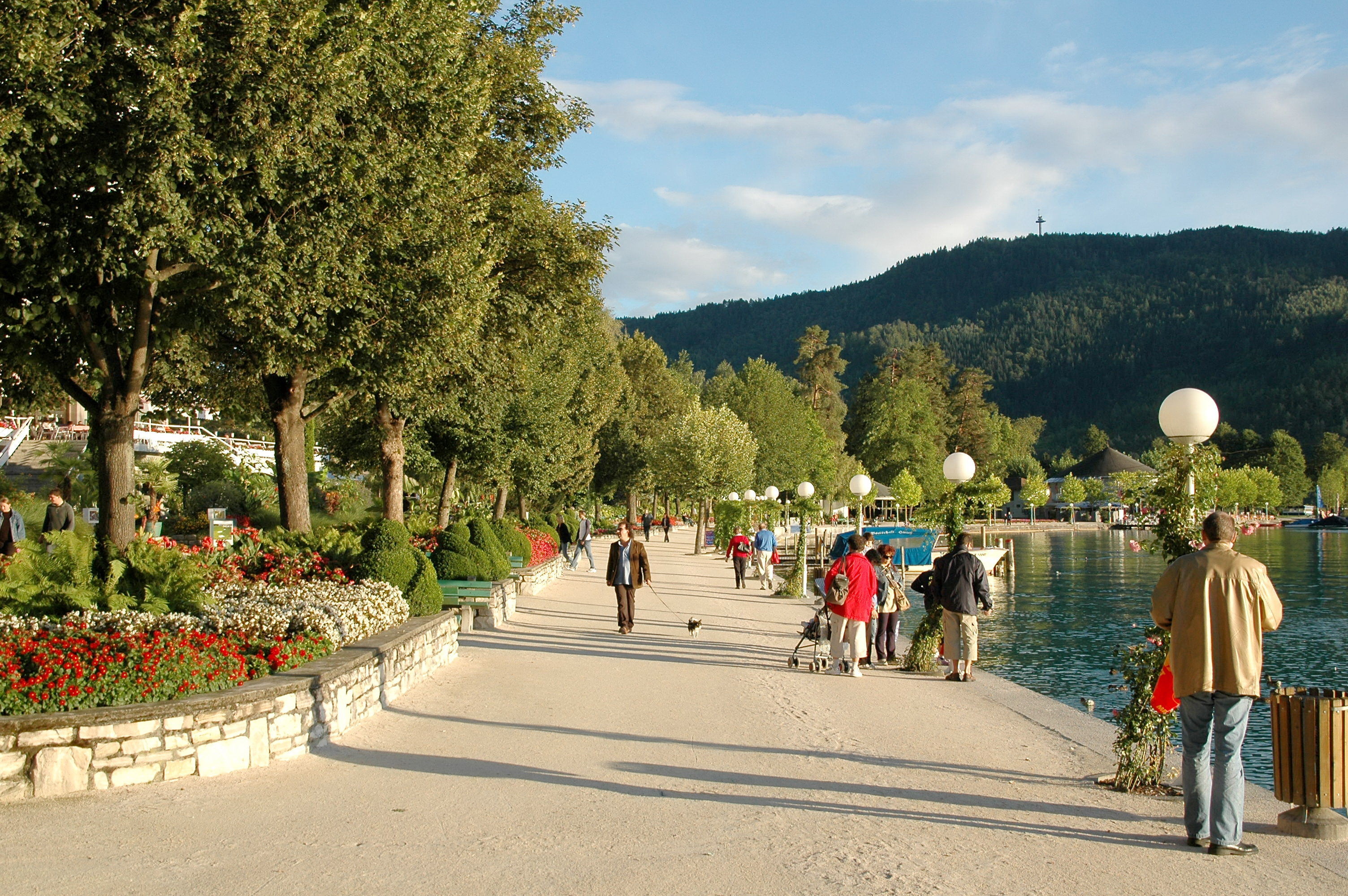
Sommerliche Seepromenade in Pörtschach

Nach der Volkszählung 2001 hatte die Gemeinde Pörtschach 2.670 Einwohner. 90,3 % besaßen die österreichische Staatsbürgerschaft, unter den Angehörigen ausländischer Nationalitäten hatten Einwohner aus Kroatien (3,0 %), Deutschland (2,3 %) und Bosnien-Herzegowina (1,3 %) den größten Anteil.
Zur römisch-katholischen Kirche bekannten sich 75 % der Gemeindebevölkerung, zur evangelischen Kirche 10 % und zum Islam 1,6 %. Als konfessionslos bezeichneten sich ca. 10 %.
| Pörtschach am Wörther See: Einwohnerzahlen von 1869 bis 2024 | Pörtschach am Wörther See: Einwohnerzahlen von 1869 bis 2024 | Pörtschach am Wörther See: Einwohnerzahlen von 1869 bis 2024 | Pörtschach am Wörther See: Einwohnerzahlen von 1869 bis 2024 | Pörtschach am Wörther See: Einwohnerzahlen von 1869 bis 2024 |
| ------------------------------------------------------------ | ------------------------------------------------------------ | ------------------------------------------------------------ | ------------------------------------------------------------ | ------------------------------------------------------------ |
| Jahr                                                         |                                                              |                                                              |                                                              | Einwohner                                                    |
| 1869                                                         | 1869                                                         |                                                              | 690                                                          | 690                                                          |
| 1880                                                         | 1880                                                         |                                                              | 730                                                          | 730                                                          |
| 1890                                                         | 1890                                                         |                                                              | 991                                                          | 991                                                          |
| 1900                                                         | 1900                                                         |                                                              | 1.208                                                        | 1.208                                                        |
| 1910                                                         | 1910                                                         |                                                              | 1.365                                                        | 1.365                                                        |
| 1923                                                         | 1923                                                         |                                                              | 1.487                                                        | 1.487                                                        |
| 1934                                                         | 1934                                                         |                                                              | 1.698                                                        | 1.698                                                        |
| 1939                                                         | 1939                                                         |                                                              | 2.106                                                        | 2.106                                                        |
| 1951                                                         | 1951                                                         |                                                              | 2.615                                                        | 2.615                                                        |
| 1961                                                         | 1961                                                         |                                                              | 2.449                                                        | 2.449                                                        |
| 1971                                                         | 1971                                                         |                                                              | 2.524                                                        | 2.524                                                        |
| 1981                                                         | 1981                                                         |                                                              | 2.486                                                        | 2.486                                                        |
| 1991                                                         | 1991                                                         |                                                              | 2.619                                                        | 2.619                                                        |
| 2001                                                         | 2001                                                         |                                                              | 2.670                                                        | 2.670                                                        |
| 2011                                                         | 2011                                                         |                                                              | 2.644                                                        | 2.644                                                        |
| 2021                                                         | 2021                                                         |                                                              | 2.882                                                        | 2.882                                                        |
| 2024                                                         | 2024                                                         |                                                              | 2.941                                                        | 2.941                                                        |
| Quelle(n): Statistik Austria, Gebietsstand 1.1.2021          |                                                              |                                                              |                                                              |                                                              |

## Kultur und Sehenswürdigkeiten

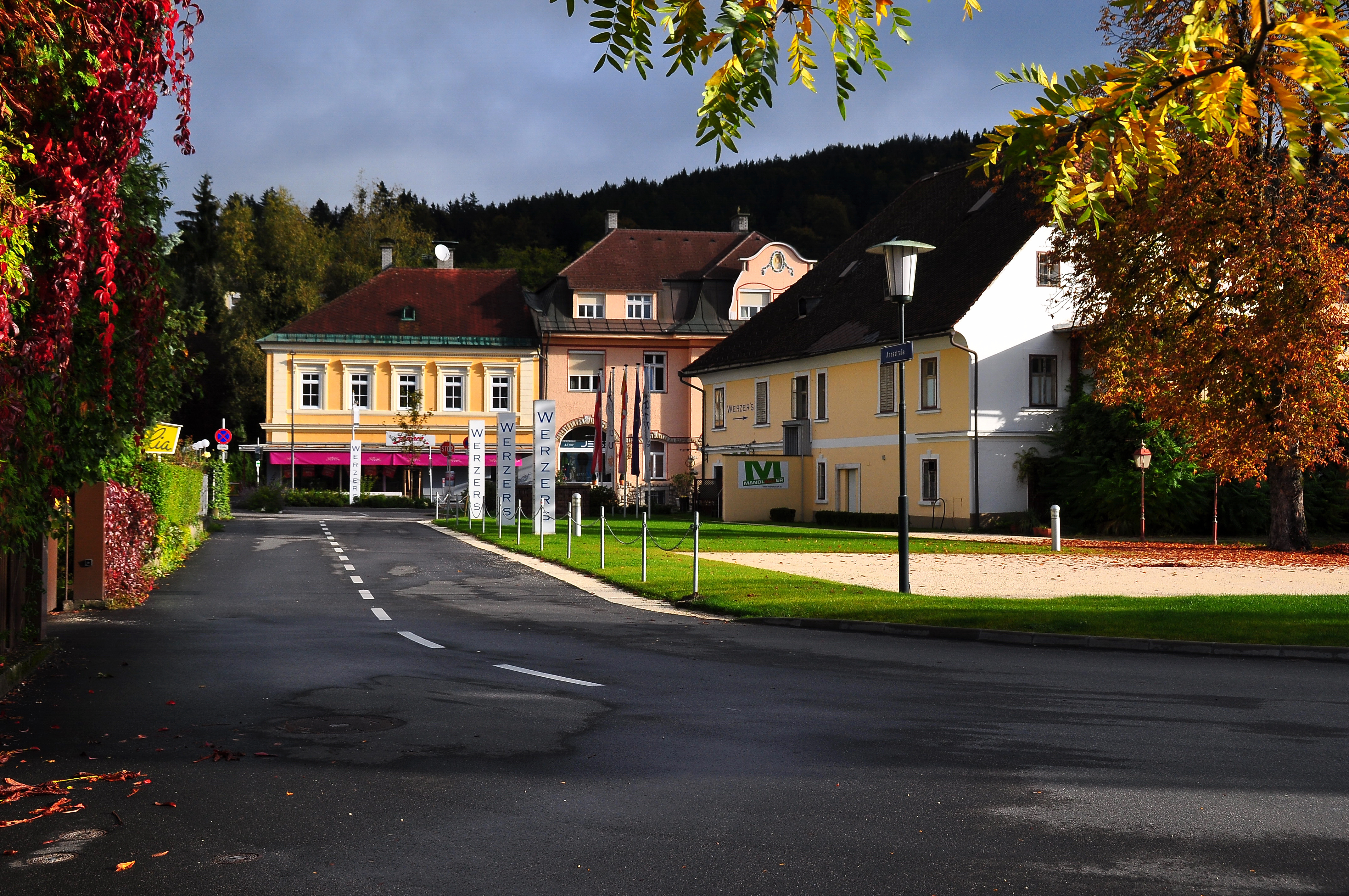
Hauptstraße 220 und „Weißes Rössl“

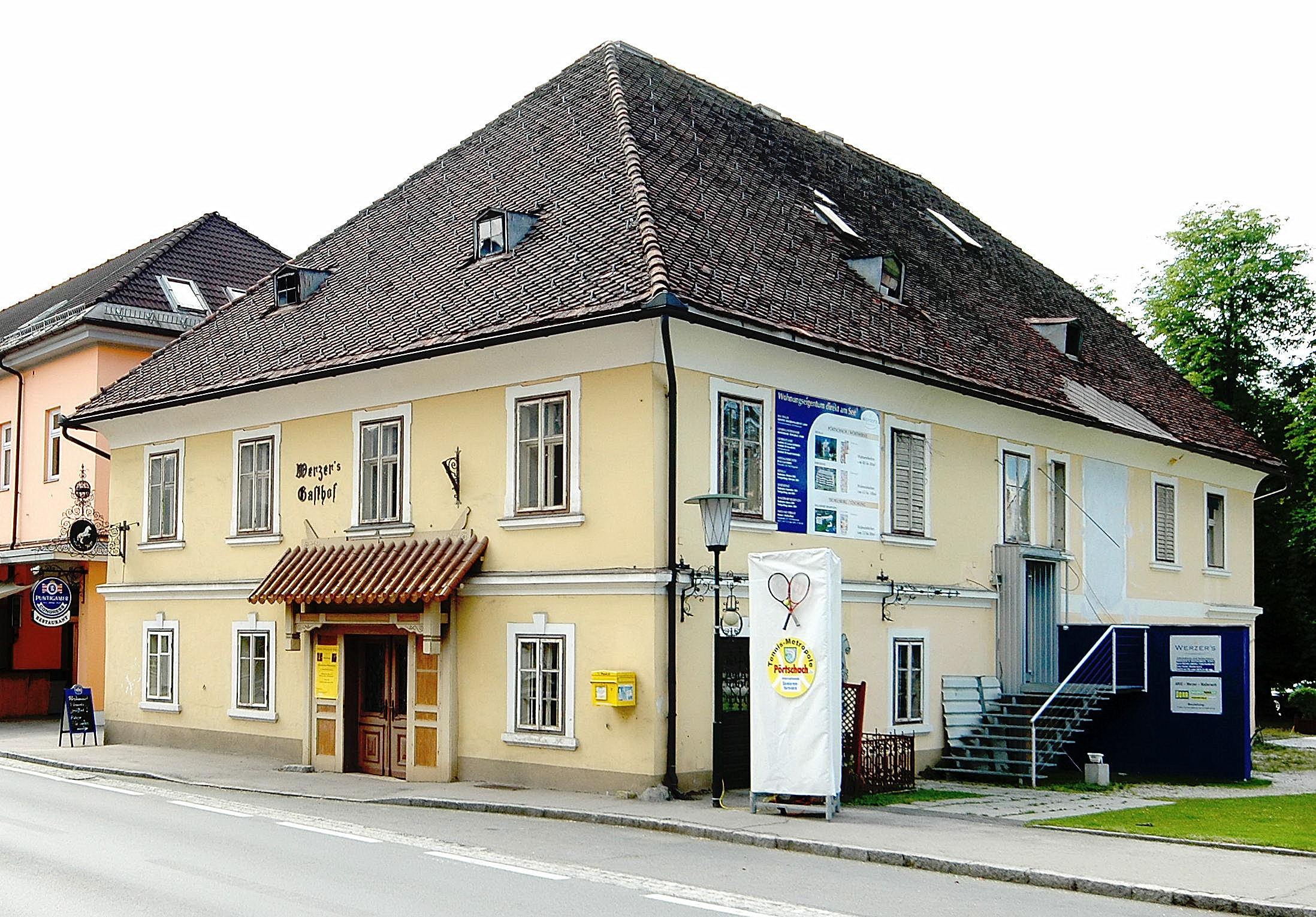
Brahms-Haus „Weißes Rössl“

### Sakralbauten

#### Evangelische Heilandskirche
Alfred Rinesch erbaute die Kirche zwischen 1956 und 1958, die Weihe erfolgte 1959. Sie ist mit dem evangelischen Pfarrzentrum verbunden. Man betritt einen Saalbau mit östlich angedeutetem Querhaus. Der Dachreiter ist mit Spitzhelm ausgestattet. Der schlichte Kirchenraum weist im Jahre 1989 geschaffene Betonglasfenster von Josef Tichy auf.

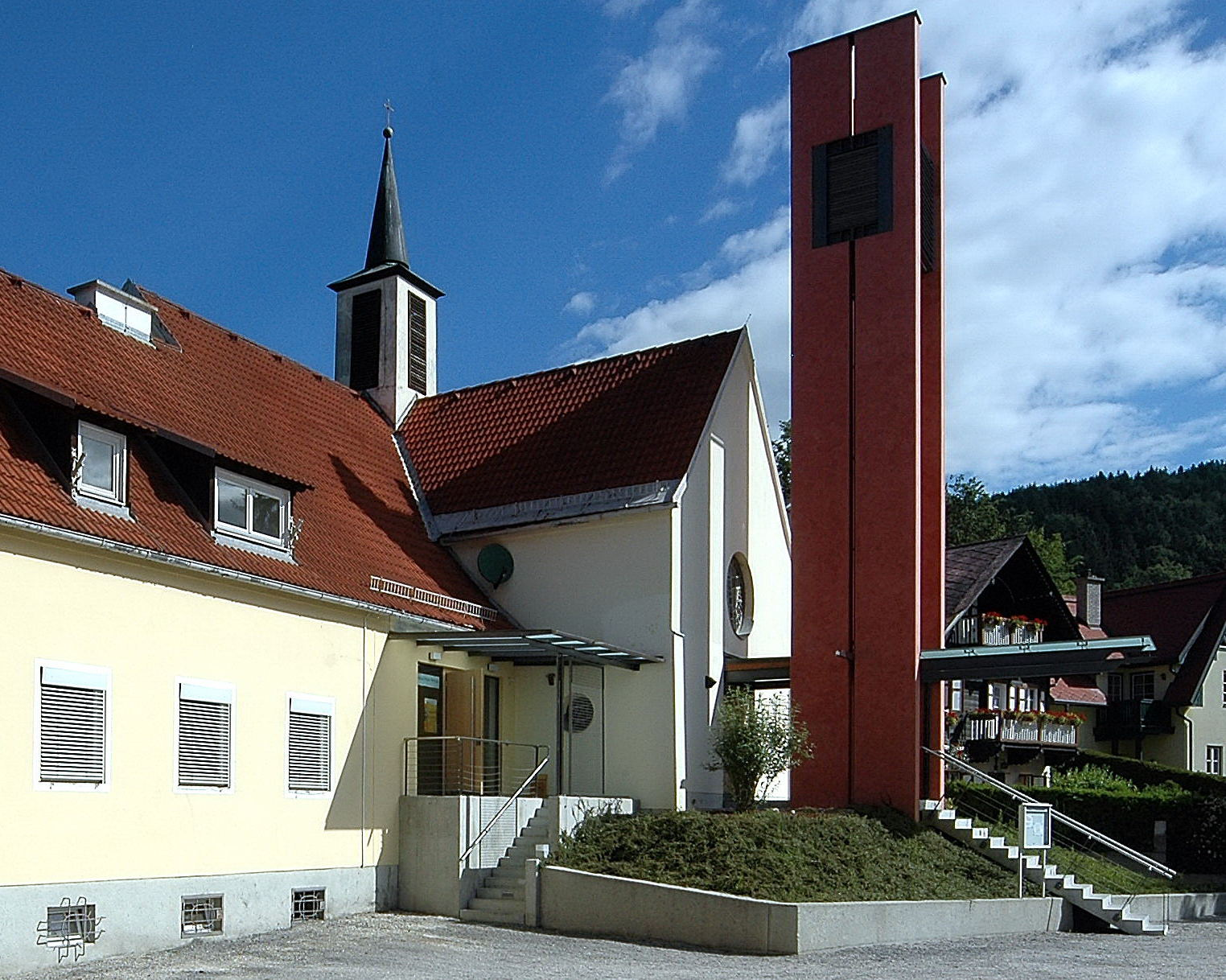
Evangelische Kirche mit Gemeindezentrum in Pörtschach
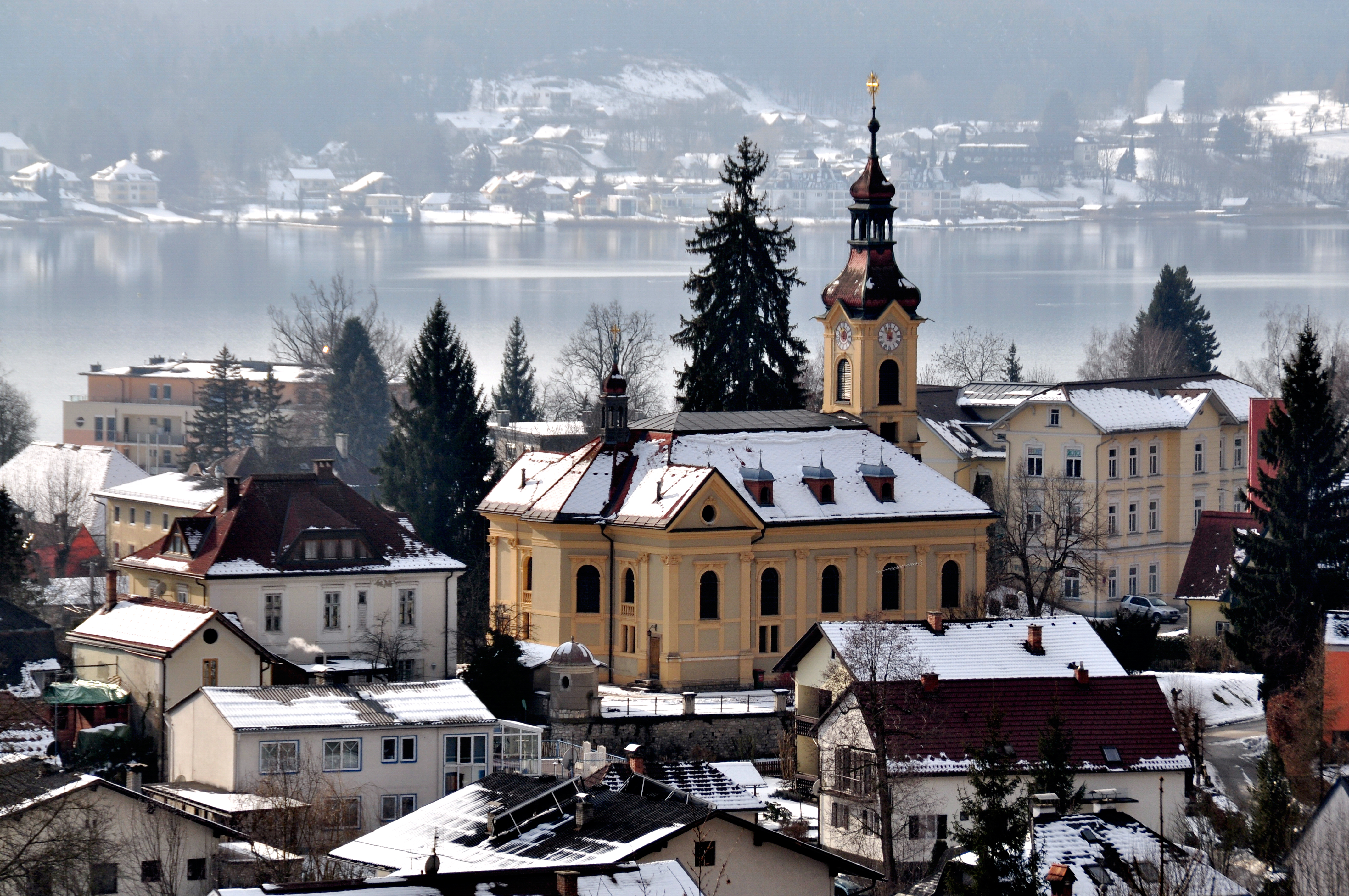
Pfarrkirche Heiliger Johannes der Täufer
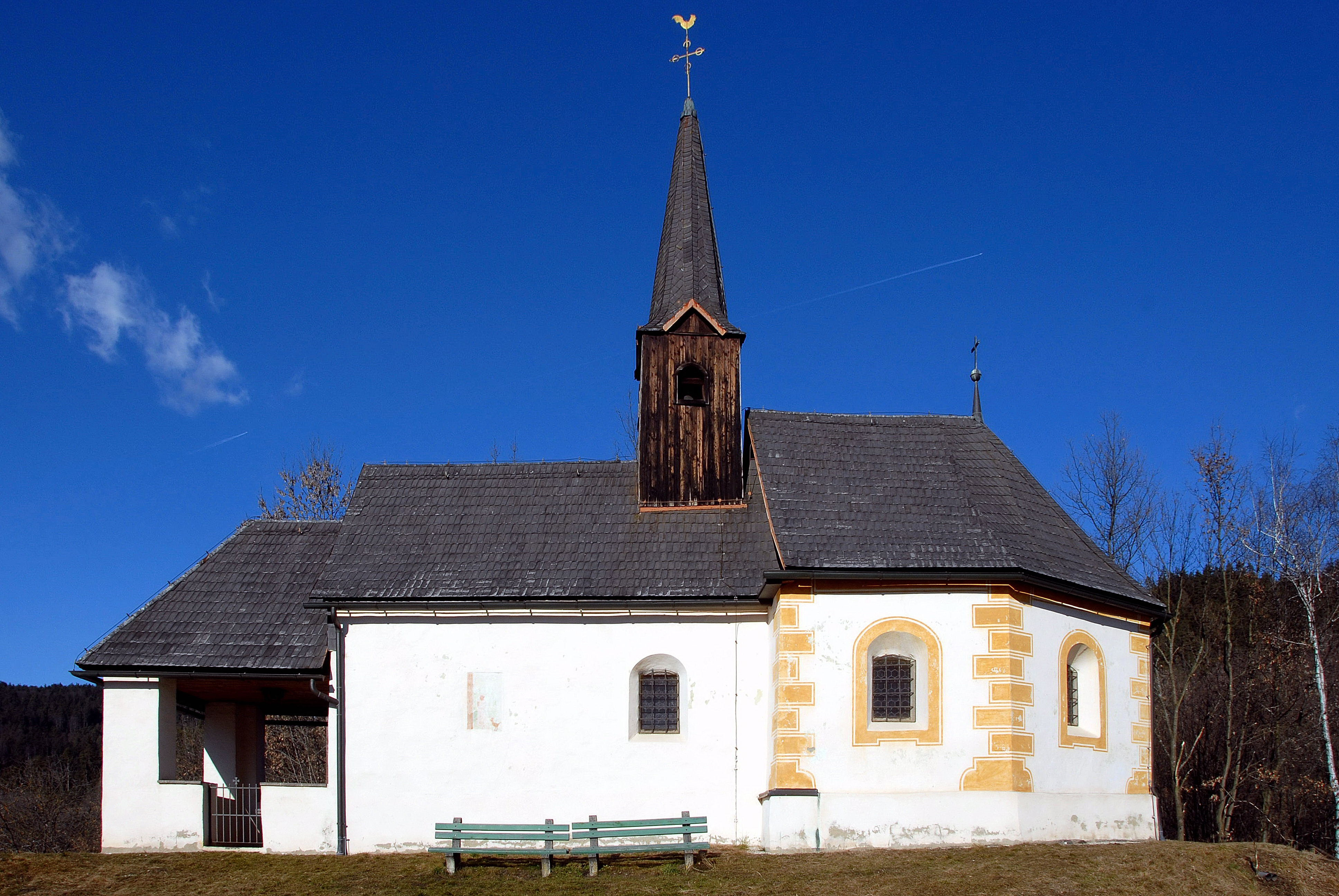
Goritschacher Kirchlein Sankt Oswald

#### Pfarrkirche Heiliger Johannes der Täufer
Der Vorgängerbau der jetzigen Pfarrkirche wurde urkundlich bereits im Jahre 1328 erwähnt, jedoch wird eine noch ältere Taufkirche als Filialkirche von Maria Wörth angenommen, die vermutlich an der Stelle der 1907 abgerissenen Wannekeusche stand. Seit dem Jahre 1785 ist es eine selbständige Pfarre. 1787 erfolgte der Bau der heutigen Kirche anstelle eines älteren Vorgängerbaues, die Weihe fand 1794 statt, 1891 stürzte der Turm ein, 1904–1906 gab es eine Vergrößerung und Neugestaltung der Fassade nach Plänen von Josef Viktor Fuchs.
Der mittelgroße Bau mit 5/8-Chorschluss präsentiert sich in Neorenaissanceformen, was in Kärnten einzigartig ist, mit Pilastergliederung und von Archivolten eingefasste Fenster und Nischen mit Steinfiguren von Konrad Campidell; der Fassadenturm zeigt sich mit großen, rundbogigen Schallfenstern, Spitzgiebeln und einem Zwiebelhelm. Diese Architektur-Polychromie stammt von 1904/06.
Das Langhaus ist dreischiffig, die Wandgliederung ist dem Außenbau angepasst; über dem Kehlgesims befindet sich eine Tonne mit stuckierten Feldern und gemalten biblischen Szenen; die Seitenschiffe sind von durchgehenden Emporen unterteilt. Die gemauerte dreiachsige Orgelempore ruht auf Mauerpfeilern. Figürliche Glasfenster im Chor stammen von 1905.
Der historische Hochaltar aus dem Jahre 1919 ist ein Werk von Jacob Campidell, barocke Figuren Heilige Maria und Heiliger Johannes, darüber anstelle des Mittelfensters Gemälde Christus am Kreuz (Kopie nach van Dyck) bezeichnet 1909. Zwei Seitenaltäre, 1925 von Jacob Campidell; am linken barocke Figur Sitzende Mater Dolorosa sowie Bilder Heilige Anna und Heilige Theresia; am rechten Figur heiliger Antonius von Padua; Bilder Heiliger Josef und Heiliger Georg 1925 von Adolf Campidell. – Die Kanzel stammt aus gleicher Zeit, bezeichnet renovatum 1956. Orgel von Josef Mauracher aus Sankt Florian, geweiht 1906. Zwei große Bilder in den Seitenschiffen, beide mit Stifterinschriften bezeichnet 1905; links Kopie der Sixtinischen Madonna, rechts Heiliger Josef. Neben der Kanzel Krönung Mariä (Kopie nach Velazquez) bezeichnet 1914; Kreuzweg bezeichnet F. Küss pinx. 1876
Am 26. Oktober 2008 wurde durch Bischof Alois Schwarz im Rahmen eines Festgottesdienstes die neue Mauracher-Eisenbarth-Orgel geweiht. Das Instrument hat 30 Register auf zwei Manualen und Pedal. 13 Register stammen aus der Vorgängerorgel aus dem Jahr 1895, die von den Orgelbauern Gebrüder Mauracher (Salzburg) erbaut worden war. Die Spieltrakturen sind mechanisch, die Registertrakturen elektrisch.
| I Hauptwerk C–g³ |                |       |   |
| 1.               | Bordun         | 16'   |   |
| 2.               | Principal      | 8'    | H |
| 3.               | Doppelflöte    | 8'    | H |
| 4.               | Gamba          | 8'    |   |
| 5.               | Gemshorn       | 8'    | H |
| 6.               | Octav          | 4'    | H |
| 7.               | Flauto amabile | 4'    | H |
| 8.               | Quinte         | 2²/3' |   |
| 9.               | Octav          | 2'    |   |
| 10.              | Terz           | 1³/5' |   |
| 11.              | Quint          | 1¹/3' |   |
| 12.              | Super-Octav    | 1'    |   |
| 13.              | Mixtur IV-V    | 2²/3' |   |
| 14.              | Trompete       | 8'    |   |
|                  | Tremulant      |       |   |

| II Schwellwerk C–g³ |                 |       |   |
| 15.                 | Geigenprincipal | 8'    | H |
| 16.                 | Philomela       | 8'    | H |
| 17.                 | Salicional      | 8'    | H |
| 18.                 | Aeoline         | 8'    | H |
| 19.                 | Voix celestes   | 8'    |   |
| 20.                 | Salicet         | 4'    | H |
| 21.                 | Traversflöte    | 4'    |   |
| 22.                 | Sesquialtera II | 2²/3' |   |
| 23.                 | Flautino        | 2'    |   |
| 24.                 | Oboe            | 8'    |   |
|                     | Tremulant       |       |   |

| Pedal C– |            |     |   |
| 25.      | Subbass    | 16' | H |
| 26.      | Violon     | 16' | H |
| 27.      | Cello      | 8'  |   |
| 28.      | Borduna    | 8'  | H |
| 29.      | Choralbass | 4'  |   |
| 30.      | Posaune    | 16' |   |

- Koppeln: II/I, I/P, II/P
- Spielhilfen: Elektronische Setzeranlage mit 2000 Kombinationen

H = Register von 1895, ganz oder teilweise erhalten (Gebrüder Mauracher, Salzburg)
- Pfarrhof:

Der zweigeschoßige Bau mit Walmdach und schlichter späthistoristischer Fassadengliederung liegt östlich der Pfarrkirche. An der Südseite erfolgte um 1900 ein kleiner Anbau. In den Jahren 1986 bis 1988 wurde der Dachausbau und eine Neueindeckung durchgeführt, ebenso ein Innenumbau.
- Mesnerhaus:

Das Bauwerk liegt an der Moosburger Straße 22 nordwestlich der Pfarrkirche. Es repräsentiert einen eingeschoßigen, späthistoristischen Bau, Ende 19./Anfang 20. Jahrhundert. An der Süd- und West-Seite gibt es kleine Bildnischen mit Gemälden, der Heilige Georg an der West-Wand und der Heilige Florian an der Süd-Wand.

##### Filialkirche Heiliger Oswald
- Der Heilige Oswald von Northumbrien wird als König mit Zepter, Prunkgefäß und Raben neben sich, der einen Ring oder Brief im Schnabel hält, dargestellt. Er wird vielfach den vierzehn Nothelfem zugerechnet. Er ist Patron der Schnitter und des Viehs. Oswald wurde um 605 als Sohn des Königs Ethelfrid geboren. Seine Schwester war die hl. Ebba, die in dem von ihm gegründeten Kloster Coldingham Äbtissin wurde und dort ein heiligmäßiges Leben führte. Nach dem Tod seines Vaters (617) floh der junge Fürst zu den Schottenmönchen nach lona, wo er im christlichen Glauben unterrichtet und getauft wurde. 634 schlug Oswald den heidnischen König Cadwalla bei Hexham, es gelang ihm die Bretonen zu vertreiben und sein Land zurückzuerobern. Fortan war er vor allem um die Einführung und Festigung des Christentums bemüht. Oswald verlobte sich mit der Tochter des heidnischen Königs von Wessex und brachte seinen künftigen Schwiegervater dazu, den christlichen Glauben anzunehmen und sein Land ebenfalls zu christianisieren. Oswald gewann nach und nach eine Art Oberherrschaft über fast ganz England. Er ließ viele Kirchen und Klöster erbauen und zeichnete sich durch sein demütiges Leben aus. Auch war er ein liebreicher Vater der Armen. Der hl. Oswald fiel in der Schlacht bei Maserfield am 5. August 642, in der ihn der Hauptkämpfer für das Heidentum, König Penda von Mercien, mit starker Übermacht angegriffen und geschlagen hatte. Seine ihm ergebenen christlichen Untertanen setzten den Leichnam des Königs in Bardney in Lincolnshire in der Klosterkirche bei. Seine rechte Hand blieb unverwest. Gleich nach seinem Tode verherrlichte Gott sein Grab durch viele Wunder, vor allem wunderbare Krankenheilungen. Durch den heiligen Oswald wurde in England der Glaube an Christus verbreitet.
- Die ehemalige romanische Saalkirche mit quadratischem Chor und südseitigem Eingang liegt in isolierter Lage auf einer Hügelkuppe von Goritschach, einer Rotte im Osten von Pörtschach am Wörthersee. Das Bauwerk wurde im 15. Jahrhundert umgestaltet, erhielt einen polygonalen barocken Chor, der breiter und höher ist als das Langhaus, des Weiteren einen östlichen Dachreiter mit Spitzdach. Westlich gemauerte, offene Vorhalle, darin gemauerte Kanzel mit ornamentalen Feldern, reliefierte Opferstocknische bezeichnet 1542, mit gemalter, auf die Nische weisender Hand. Gotisches West-Portal gekehlt mit Rundstäben, die Türschwelle bezeichnet 1723, das Datum eines barocken Umbaues. Zweijochiges Langhaus im Barock kreuzgratgewölbt, Wandpfeiler mit Kämpfern, rechteckige Schlusssteine. Rundbogiger Triumphbogen. Im breiten Chor barocke Flachtonne mit Stichkappen. Fenster zum Teil erweitert. Im Langhaus romanische Weihekreuze. Altar um 1720 mit Figuren heiliger Oswald, heiliger Rochus und heiliger Veit zum Teil ergänzt. Leinwandbild heiliger Oswald, heiliger Rochus.

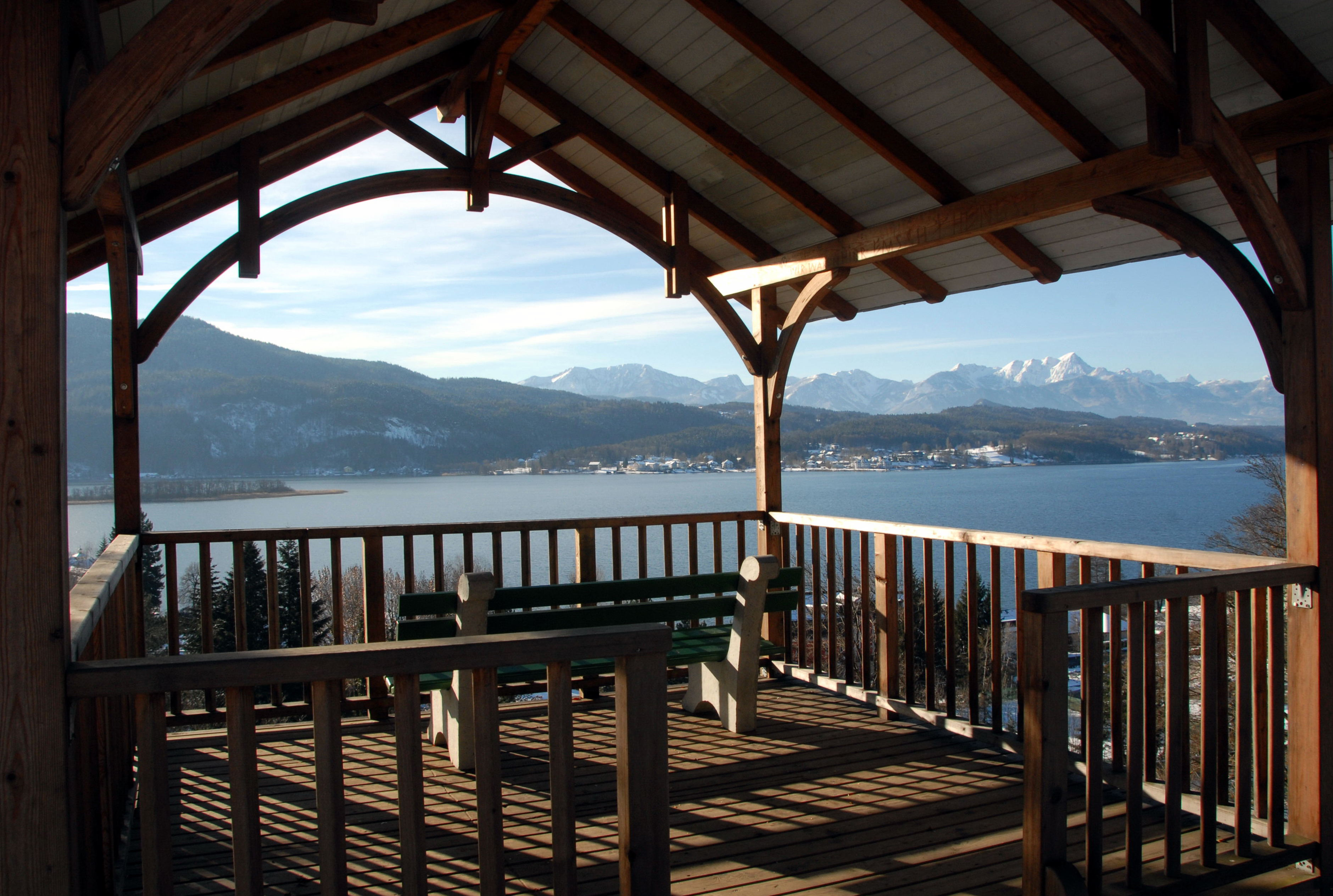
Blick von der Niederen Gloriette auf den Wörthersee
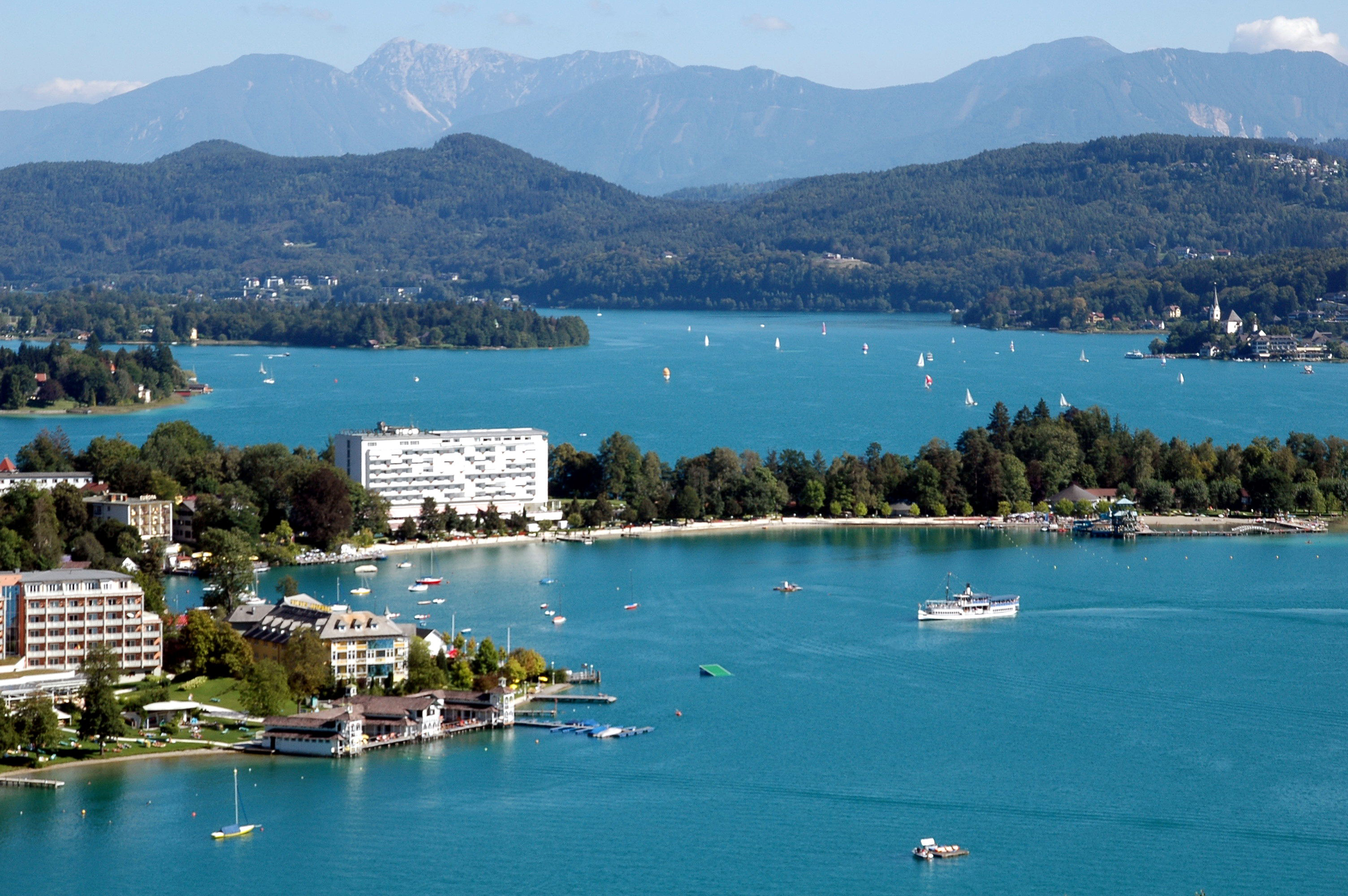
Dampfschiff Thalia mit Parkhotel Pörtschach
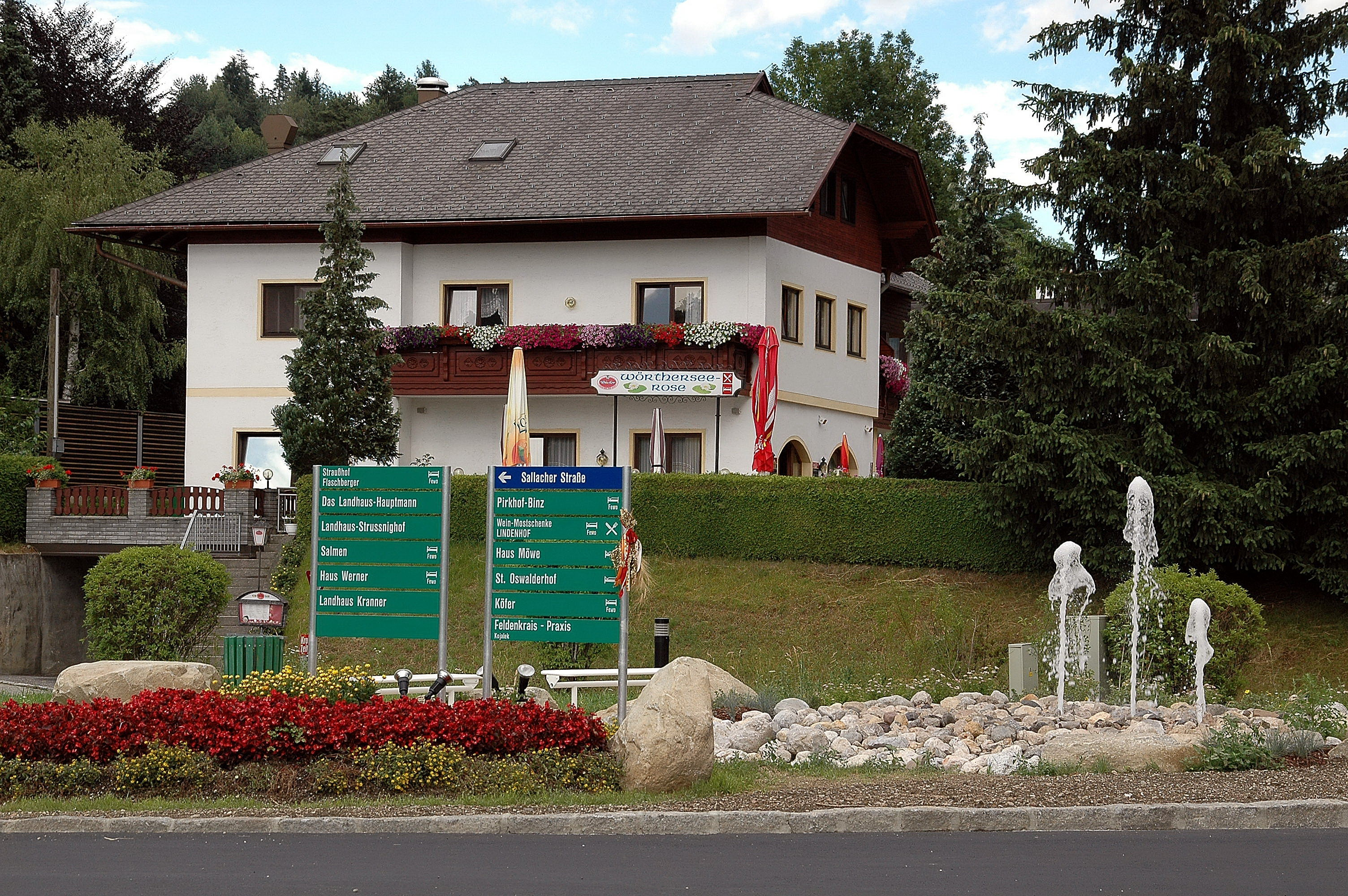
Sallacher Springbrunnen

### Profanbauten

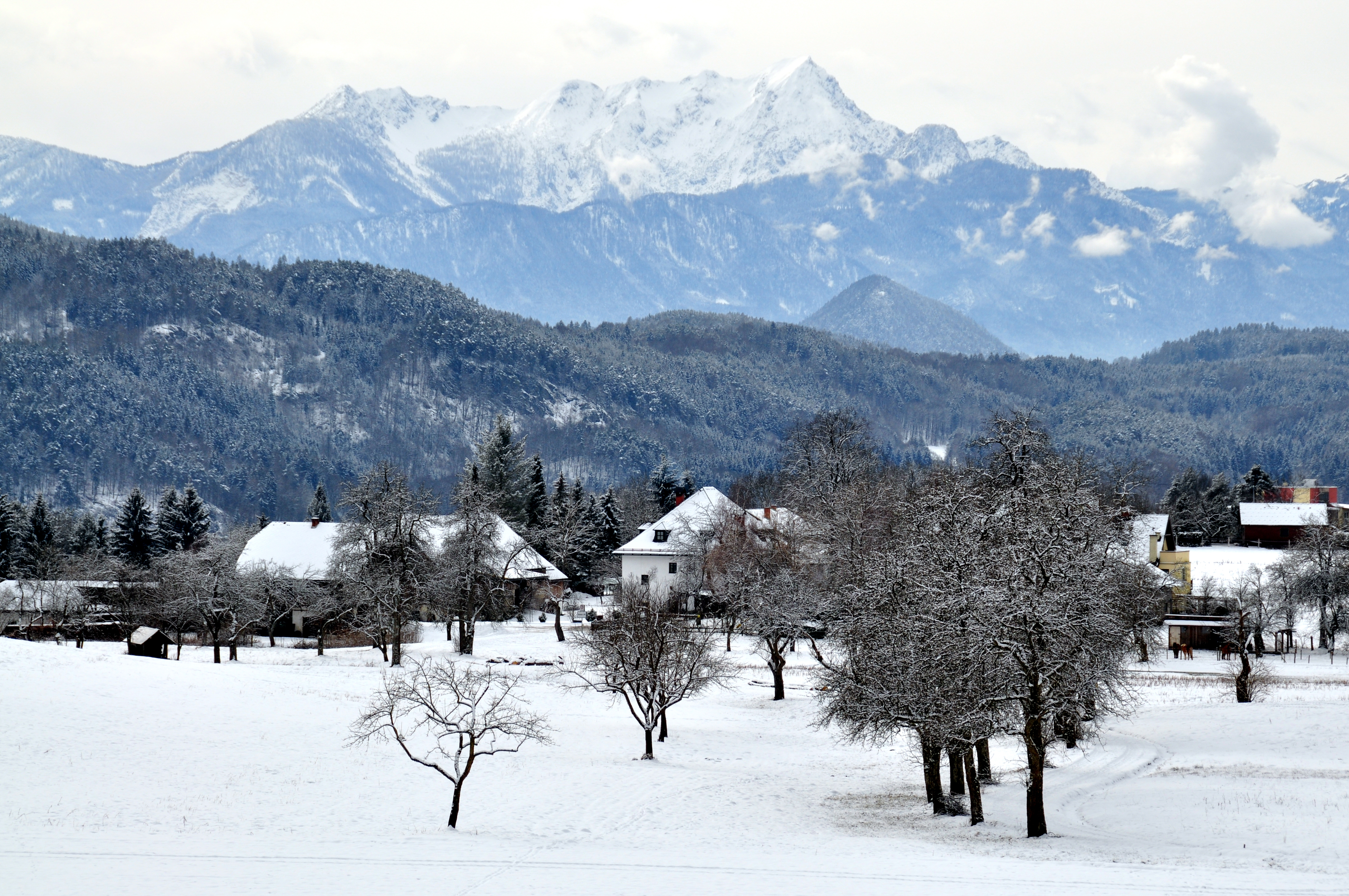
Winklern „Am Kate“

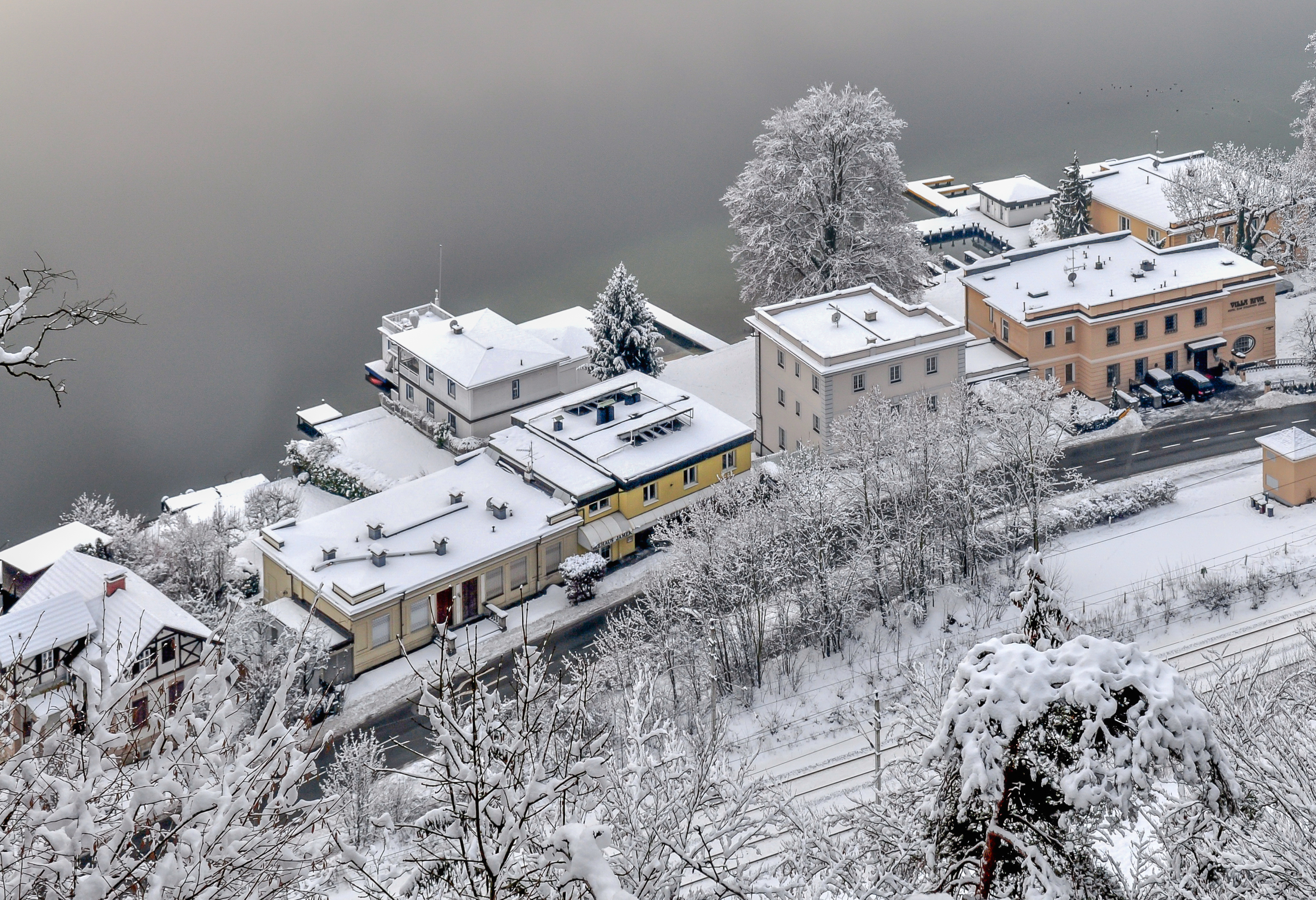
Westeinfahrt mit Häuser-Ensemble am See

- Bahnhof aus Töschlinger Marmor
- Werzer Strandcasino

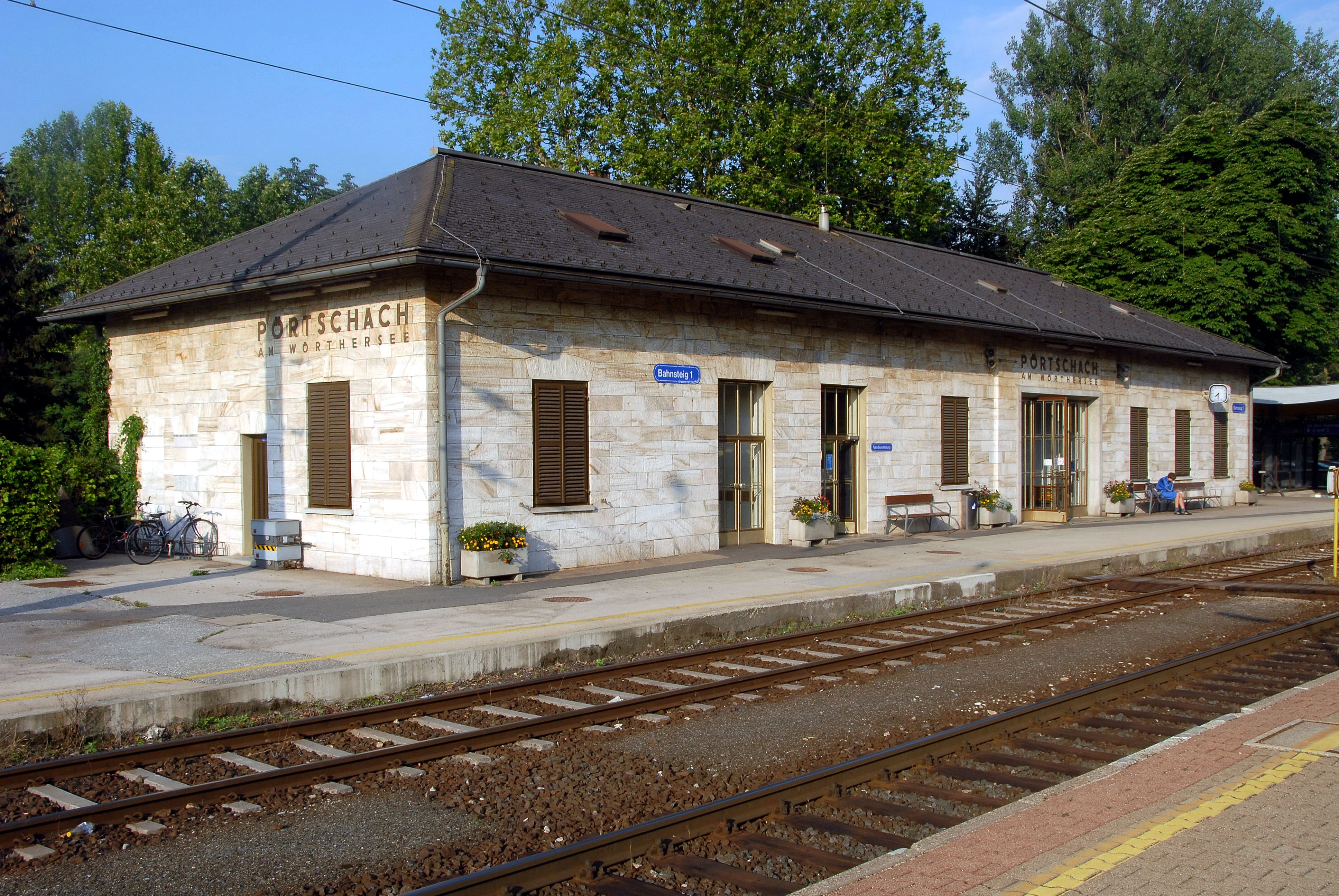
Bahnhof aus Töschlinger Marmor
- Hotel Schloss Seefels (erbaut von Emanuel Herrmann)
- BKS Bankfiliale an der Hauptstraße
- Evangelisches Gemeindezentrum
- Pfarrhof am Kirchplatz 11
- Mesnerhaus in der Moosburger Straße 22
- Schloss Leonstain, Hauptstraße 228
- Burgruine Leonstain
- Ehemalige Seeburg, südlich zu Füßen der Burg
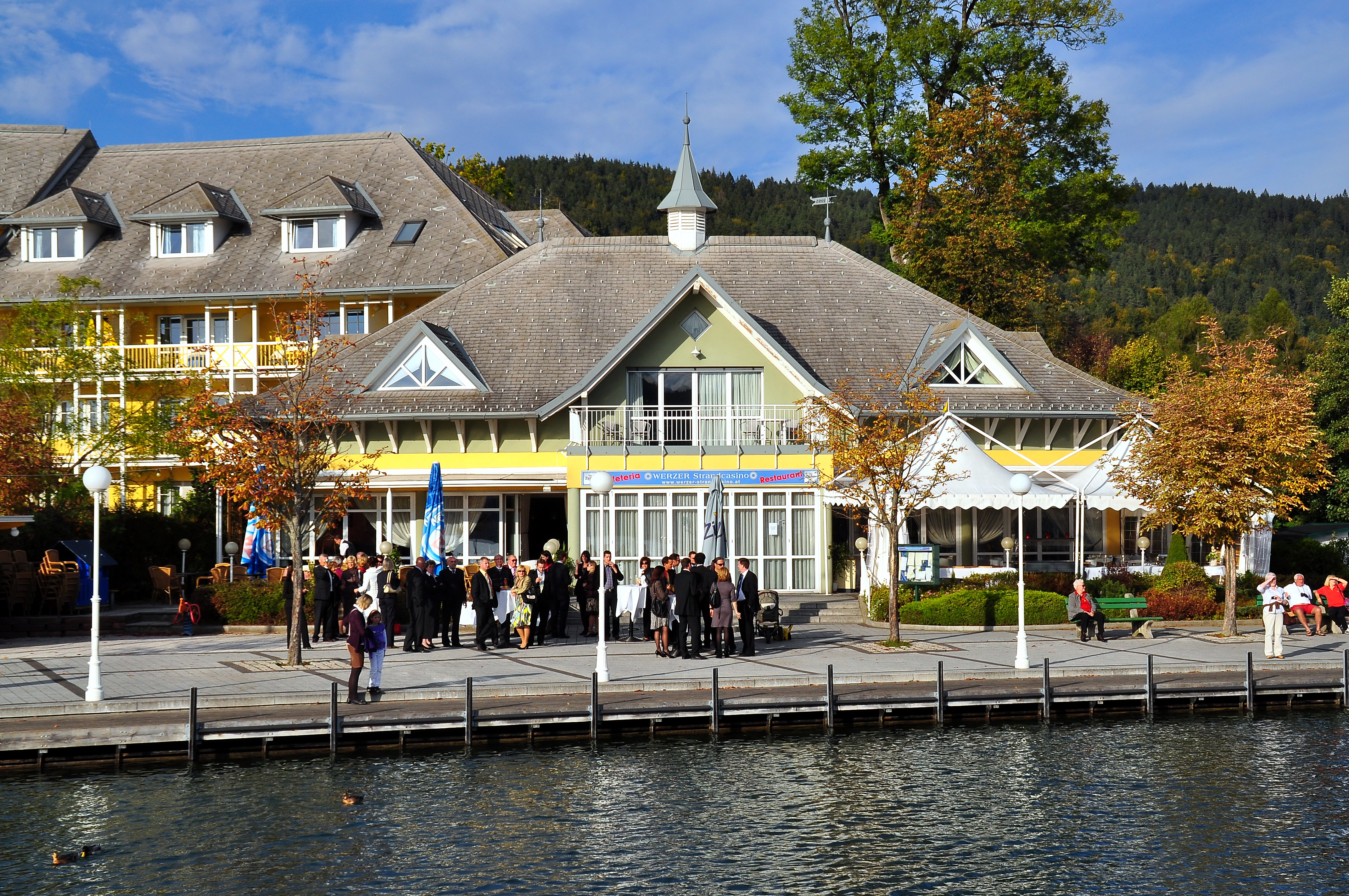
Werzer Bad

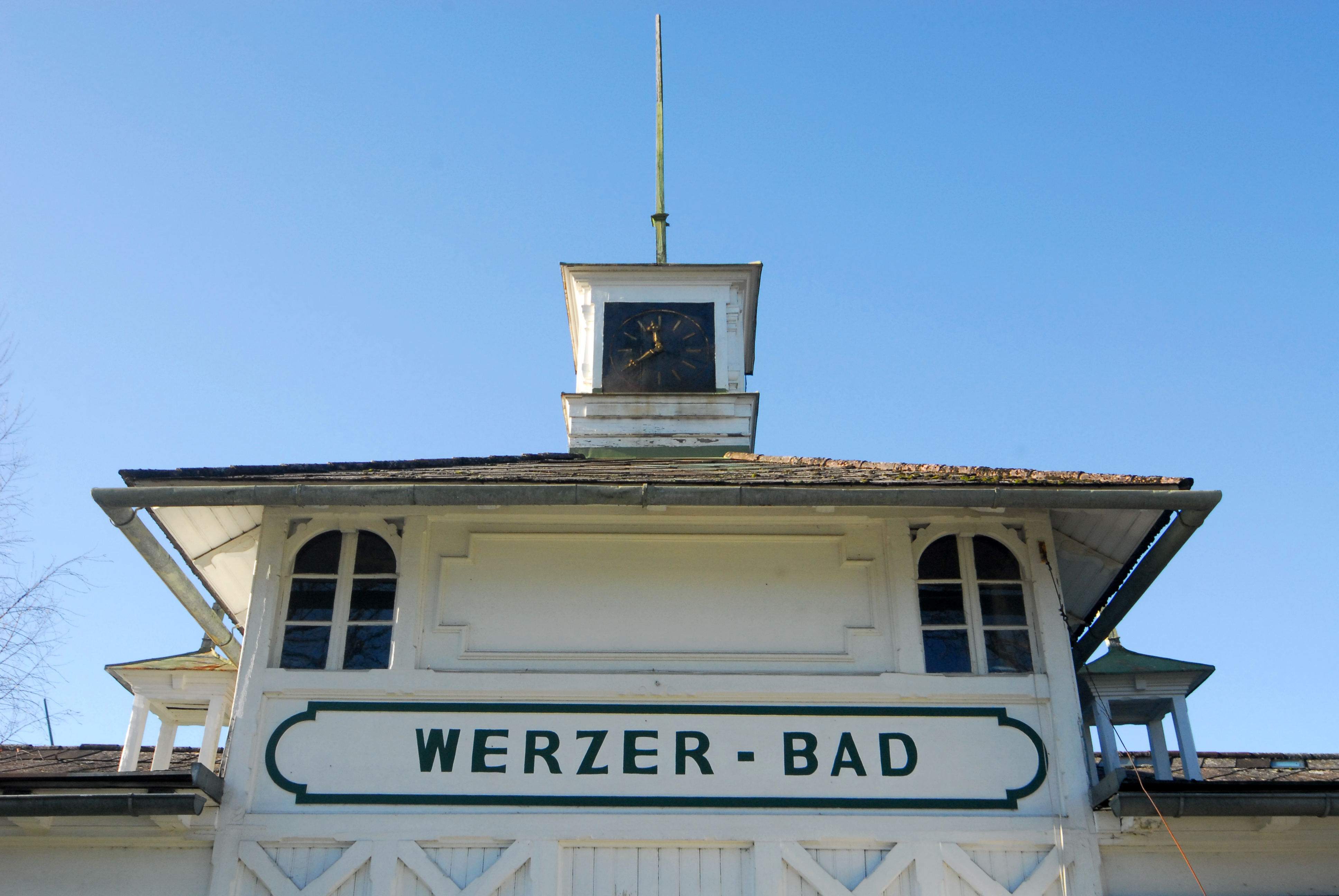
Uhrturm über dem Eingang zum Werzer Bad, 1895
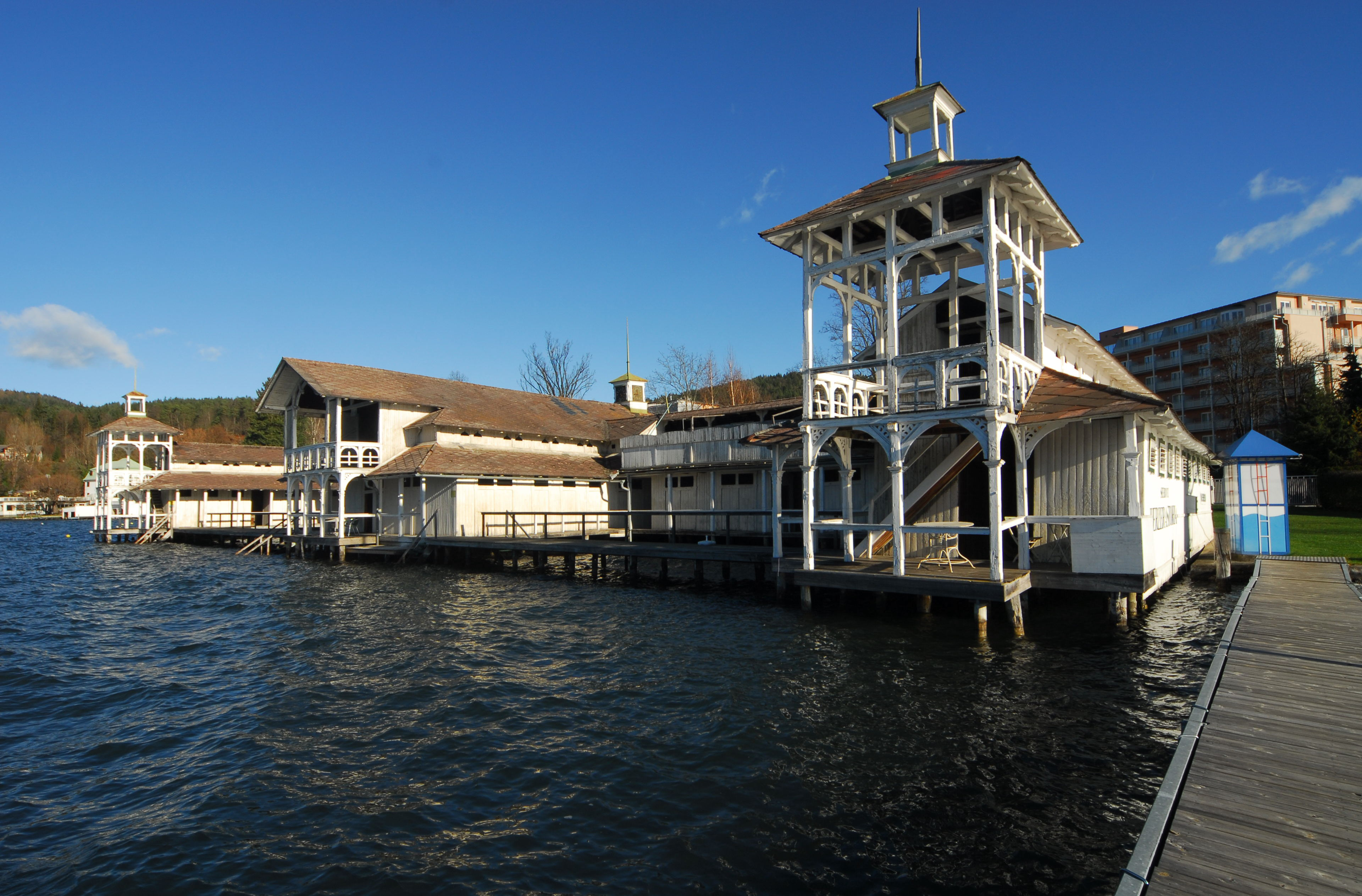
Werzer Bad in der West-Bucht
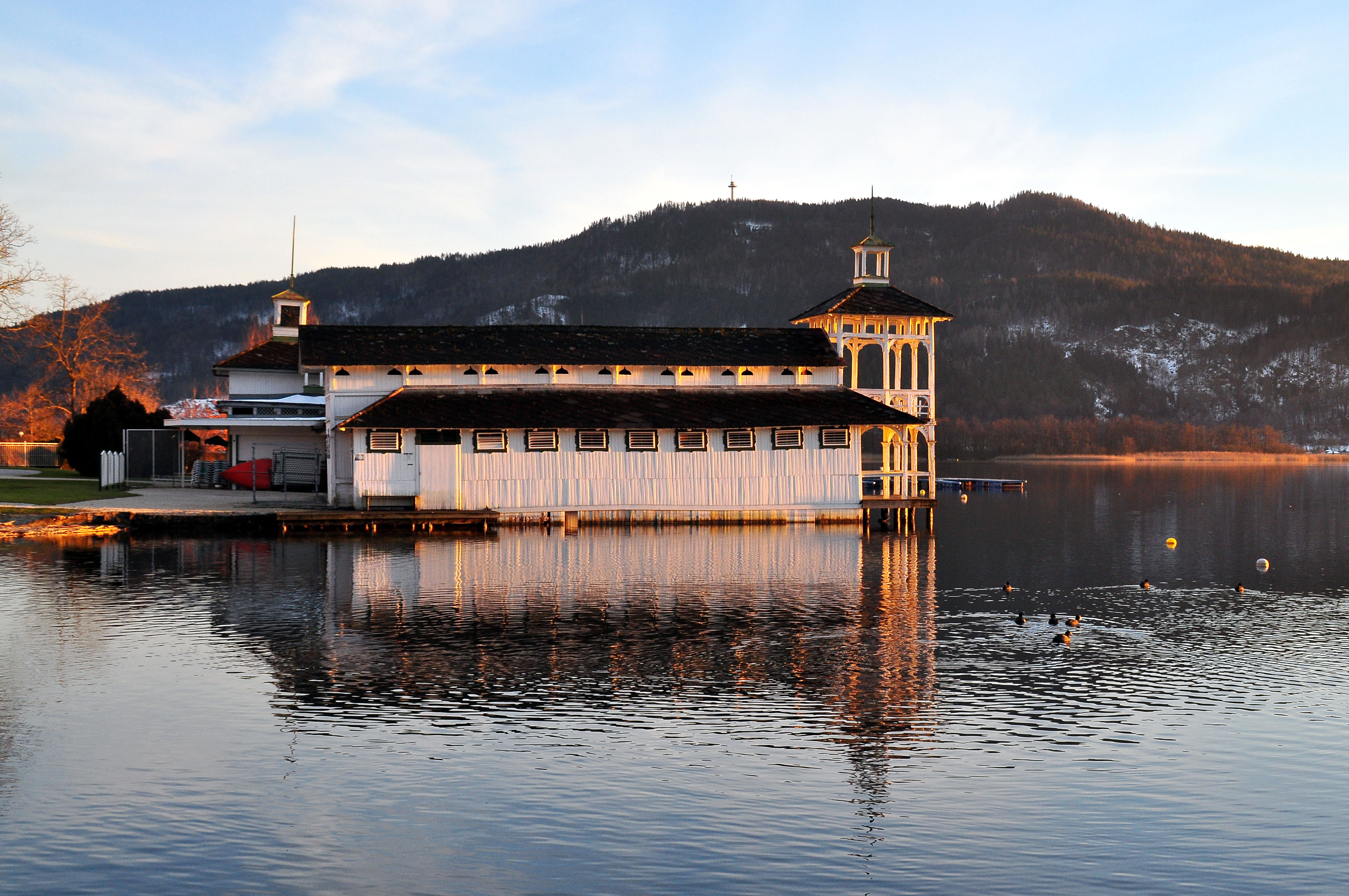
Badeanstalt „Werzer Bad“ von Josef Viktor Fuchs, 1895
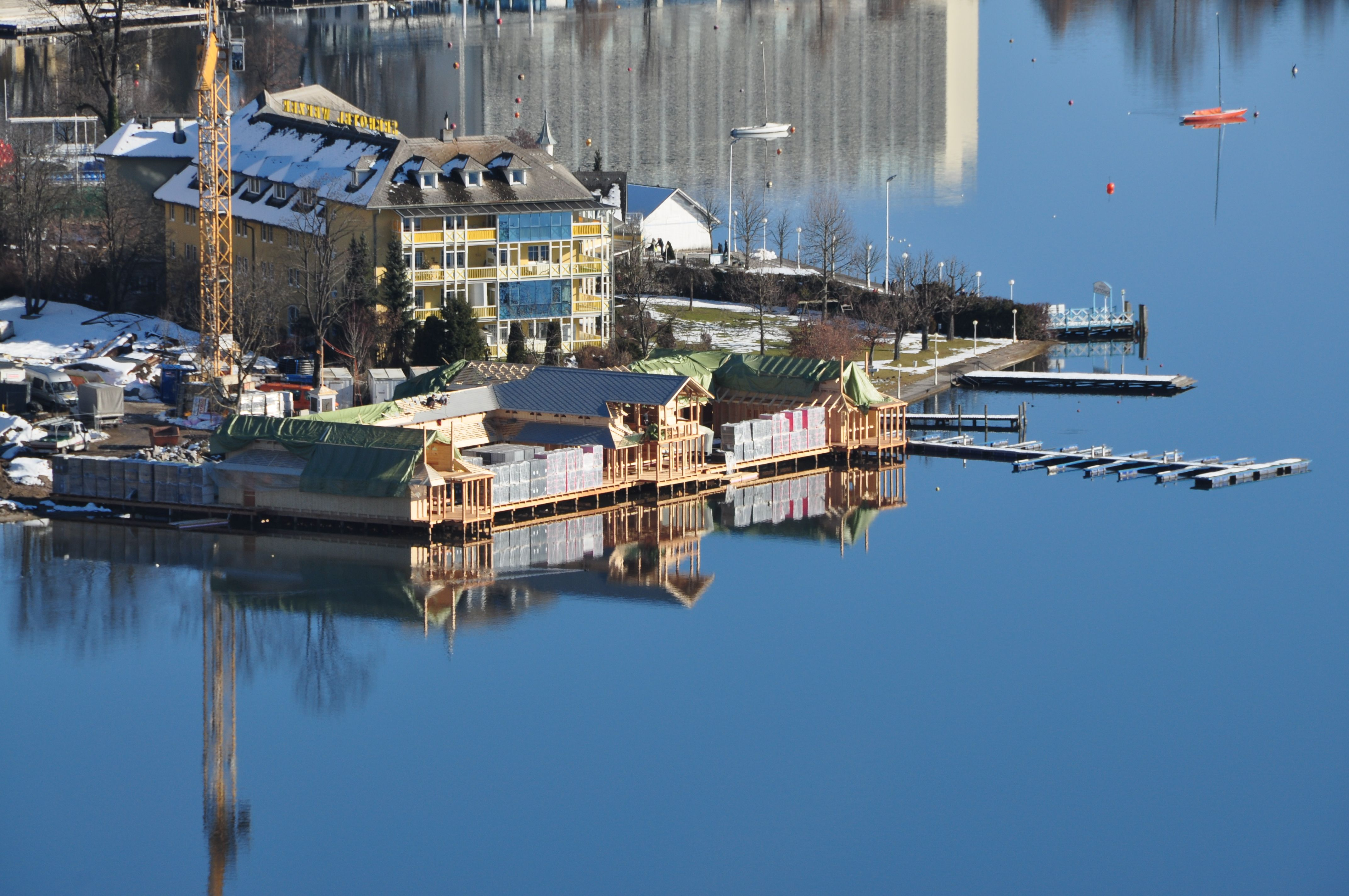
Werzer-Bad während des Neubaus im Jahre 2013

- Bootshaus der Pension Schnür
- Parkhotel (erbaut 1960/63 von einer Wiener Baugesellschaft; die Gesamtplanung und Gestaltung lag in Händen des Wieners Kurt Köfer)
- Besterhaltenes spätgründerzeitliches Seevillenensemble Kärntens
- Villen-Ensemble nördlich der Hauptstraße in der Ost-Bucht nach Plänen von Franz Baumgartner
- Hohe Gloriette
- Angerer Halbinsel mit dem Wörtherseeschlössel

#### Seevillen
Die bedeutendsten Vertreter der Wörthersee-Architektur waren Franz Baumgartner, Josef Victor Fuchs und Carl Langhammer.
Franz Baumgartner

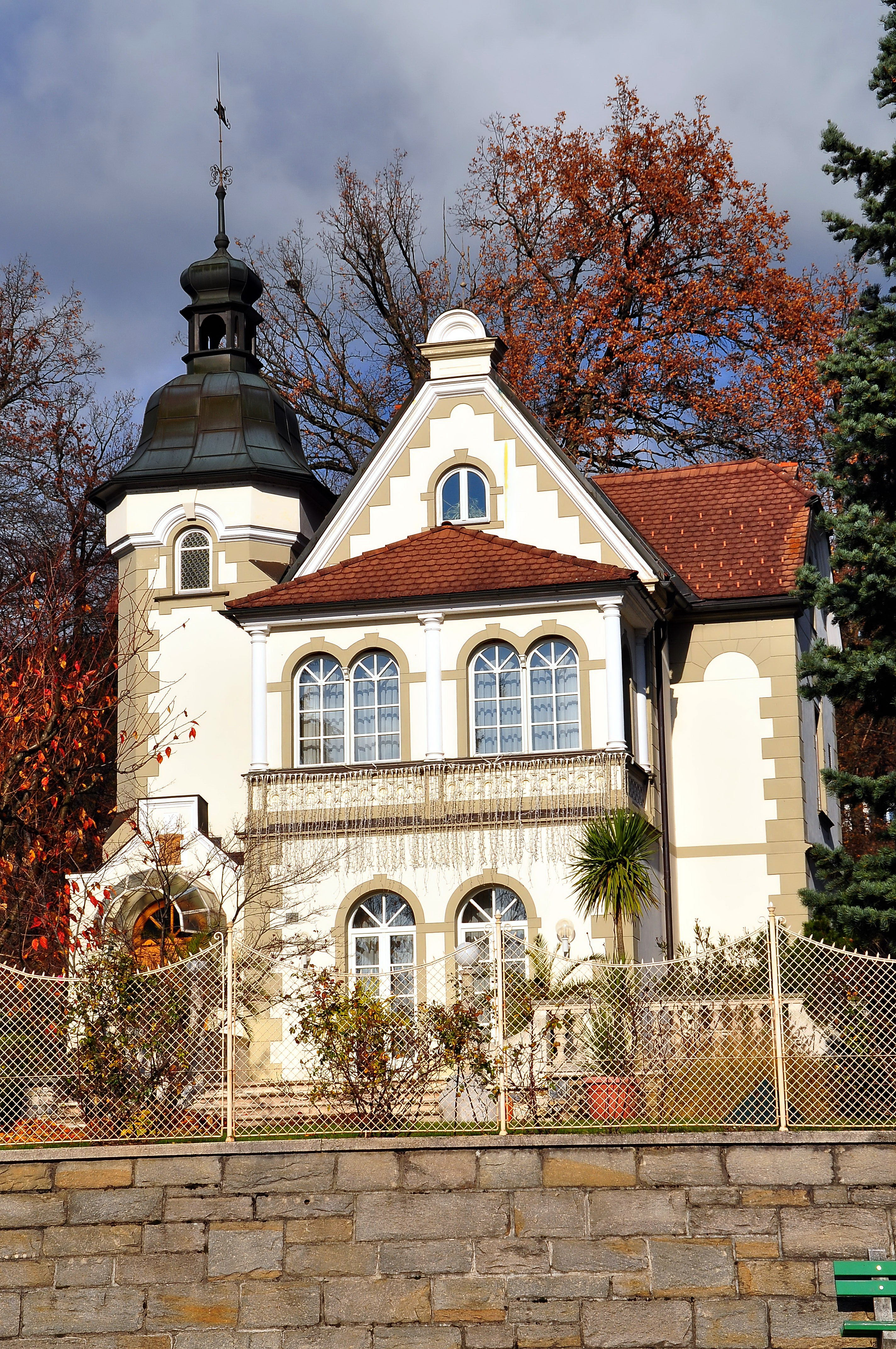
Lieleg Schlössl, Hauptstraße 102
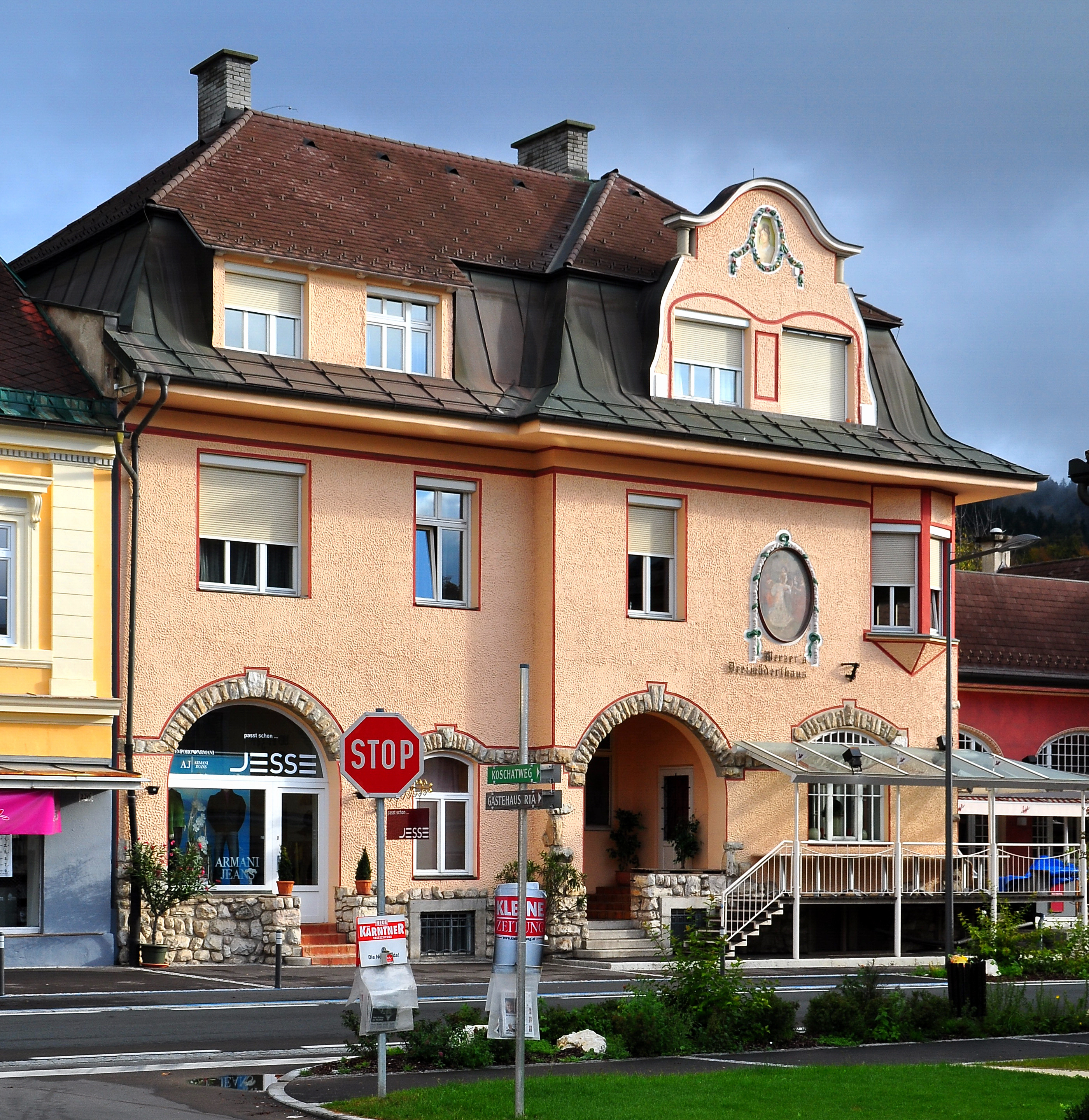
„Dreimäderlhaus“, Werzer Etablissement, Hauptstraße 218
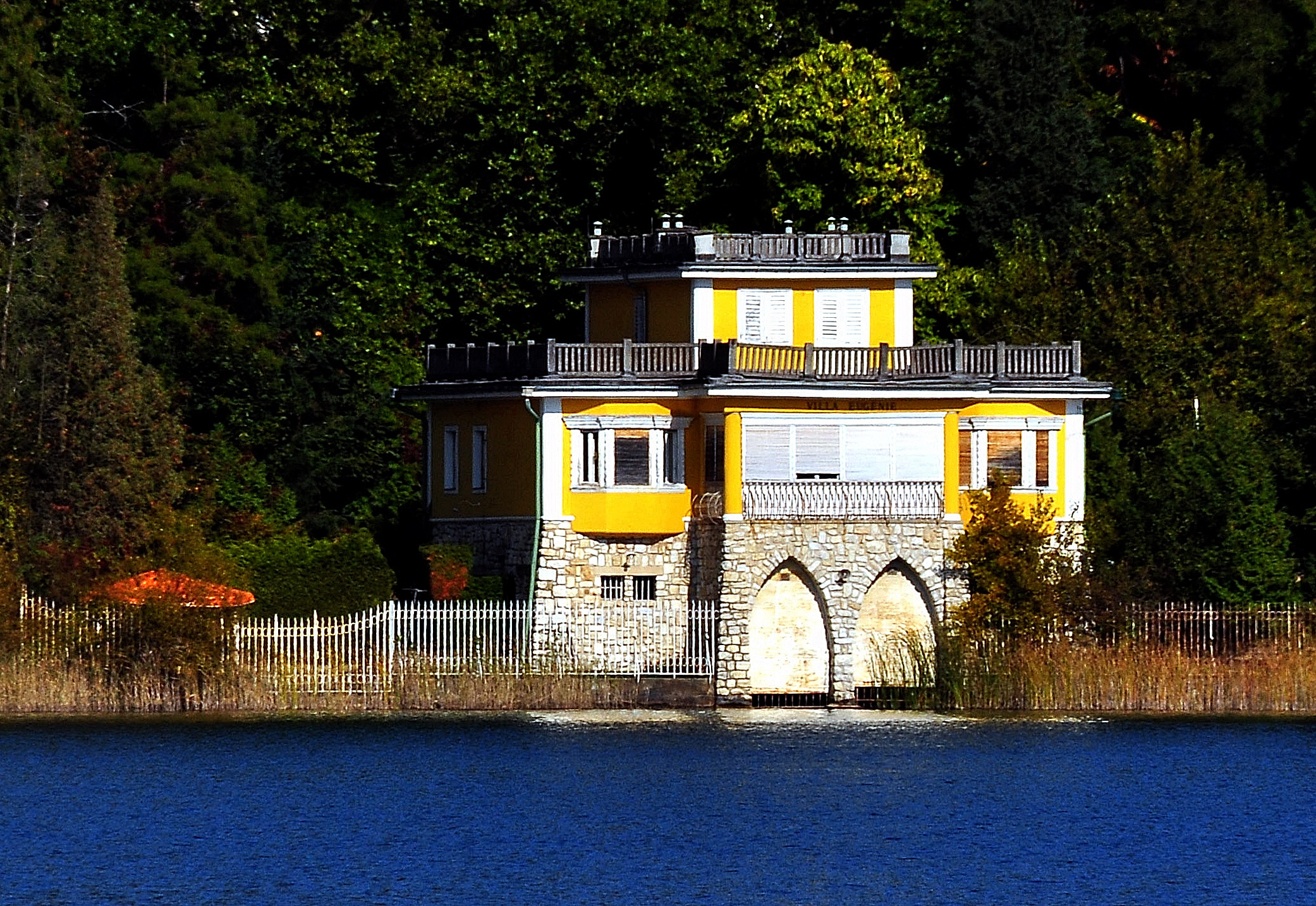
Villa Karrer (Eugenie), Roseneckstraße 55

Josef Victor Fuchs

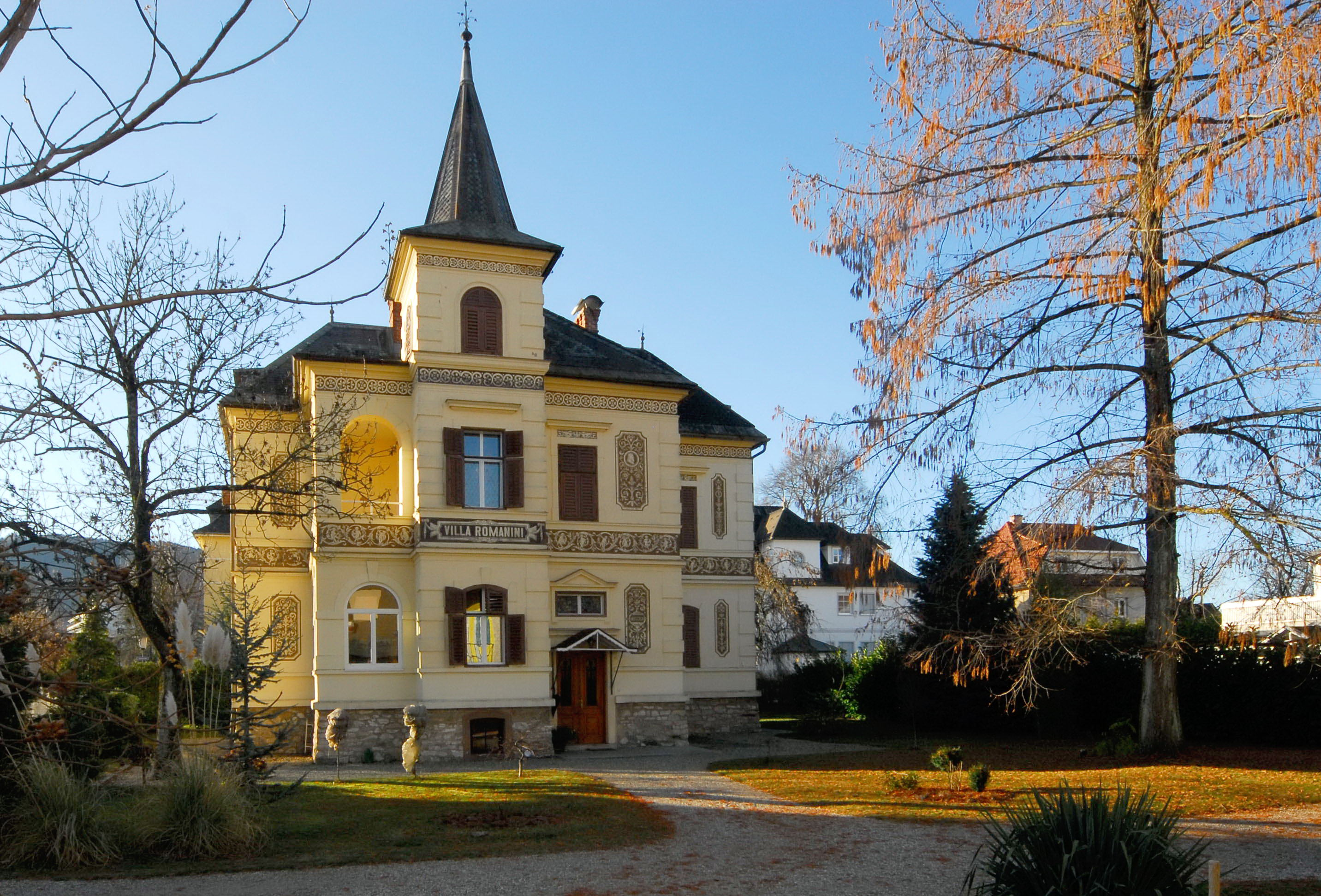
Villa Romanini, 1894, Nordansicht, Spätgründerzeit, Augustenstraße 6
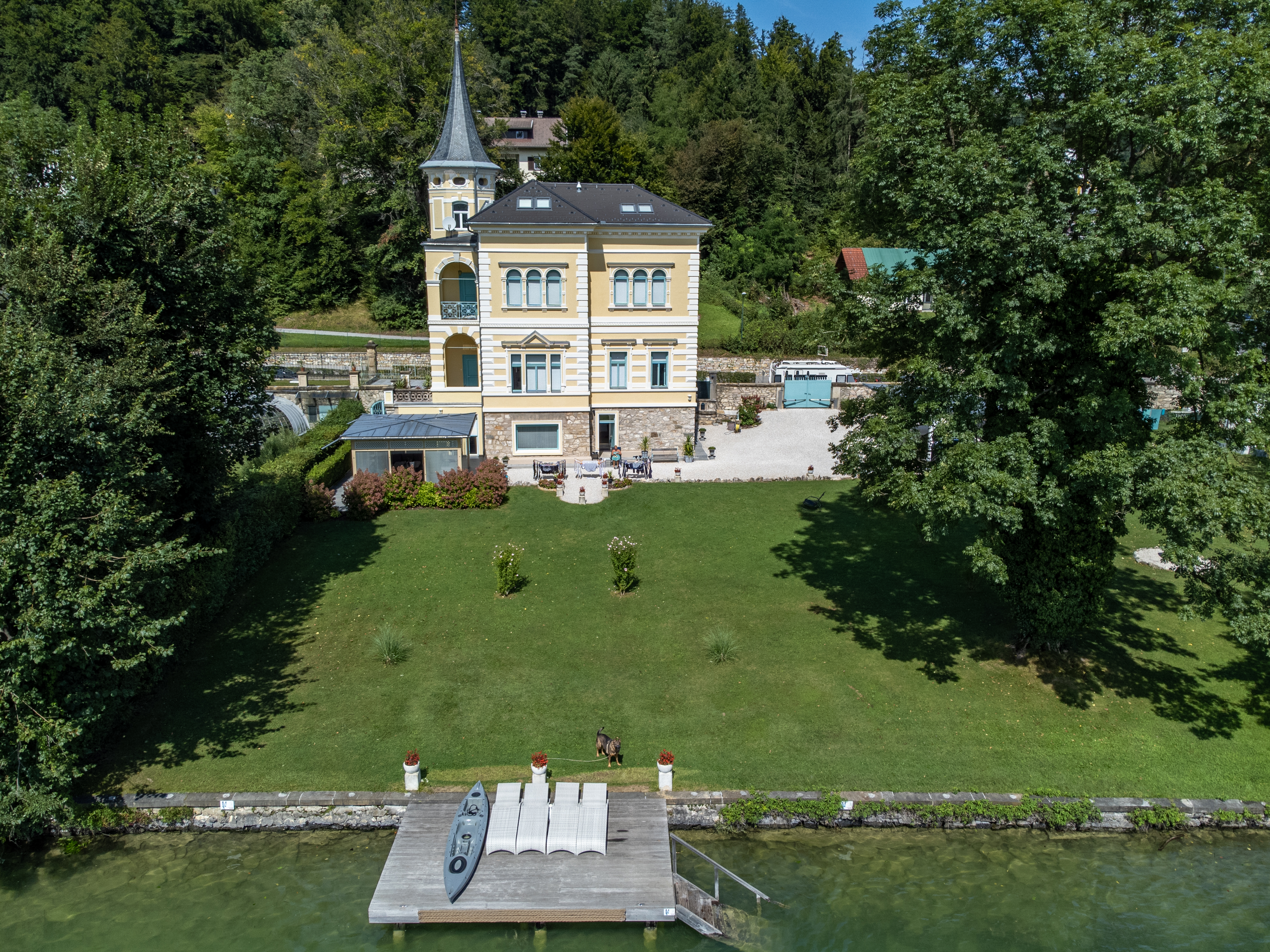
Villa Seewarte (1893) Hauptstraße 241
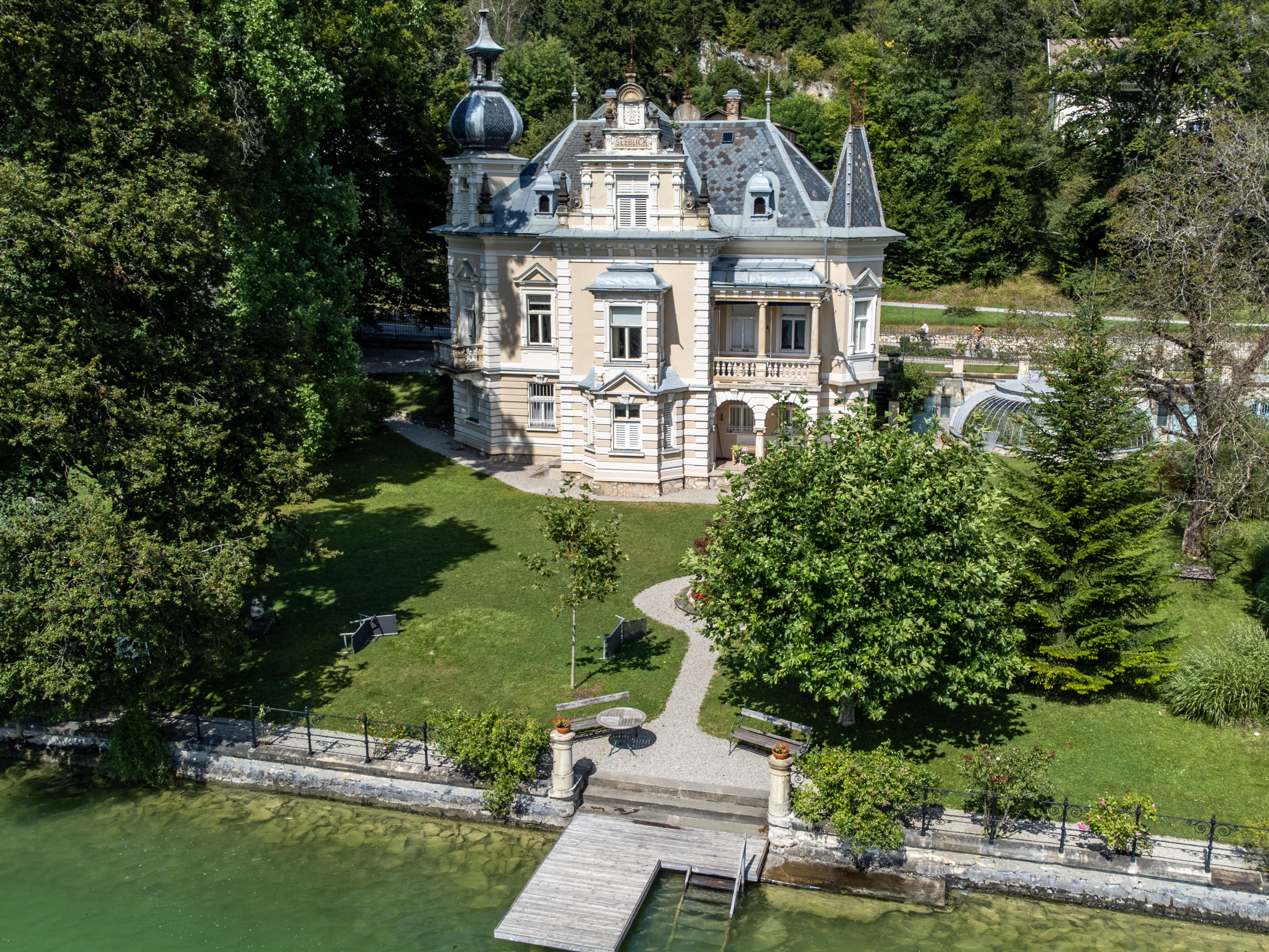
Villa Seeblick (1888) Hauptstraße 243
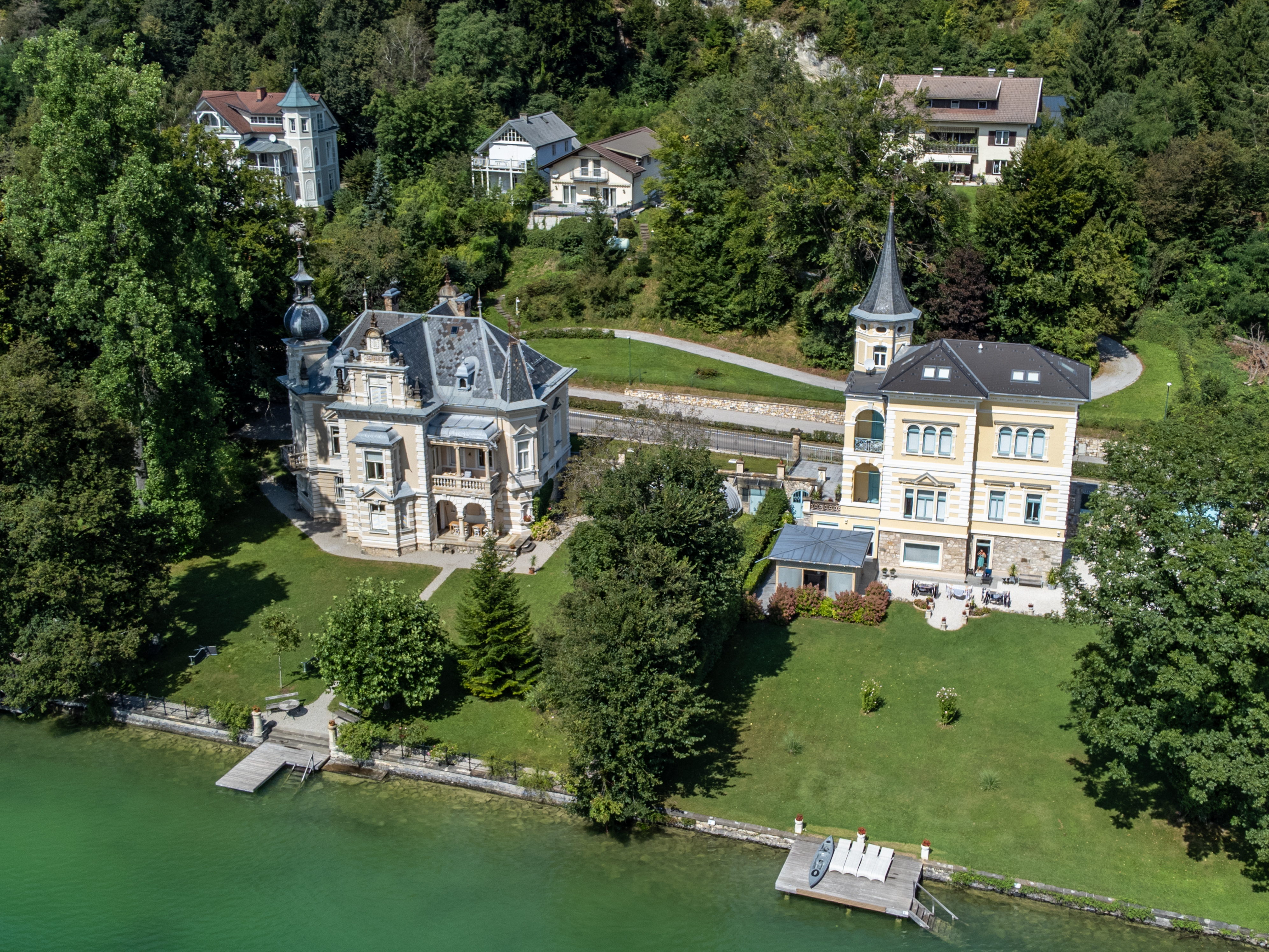
Villa Seewarte (1893) & Villa Seeblick (1888), Hauptstraße 241–243

Carl Langhammer

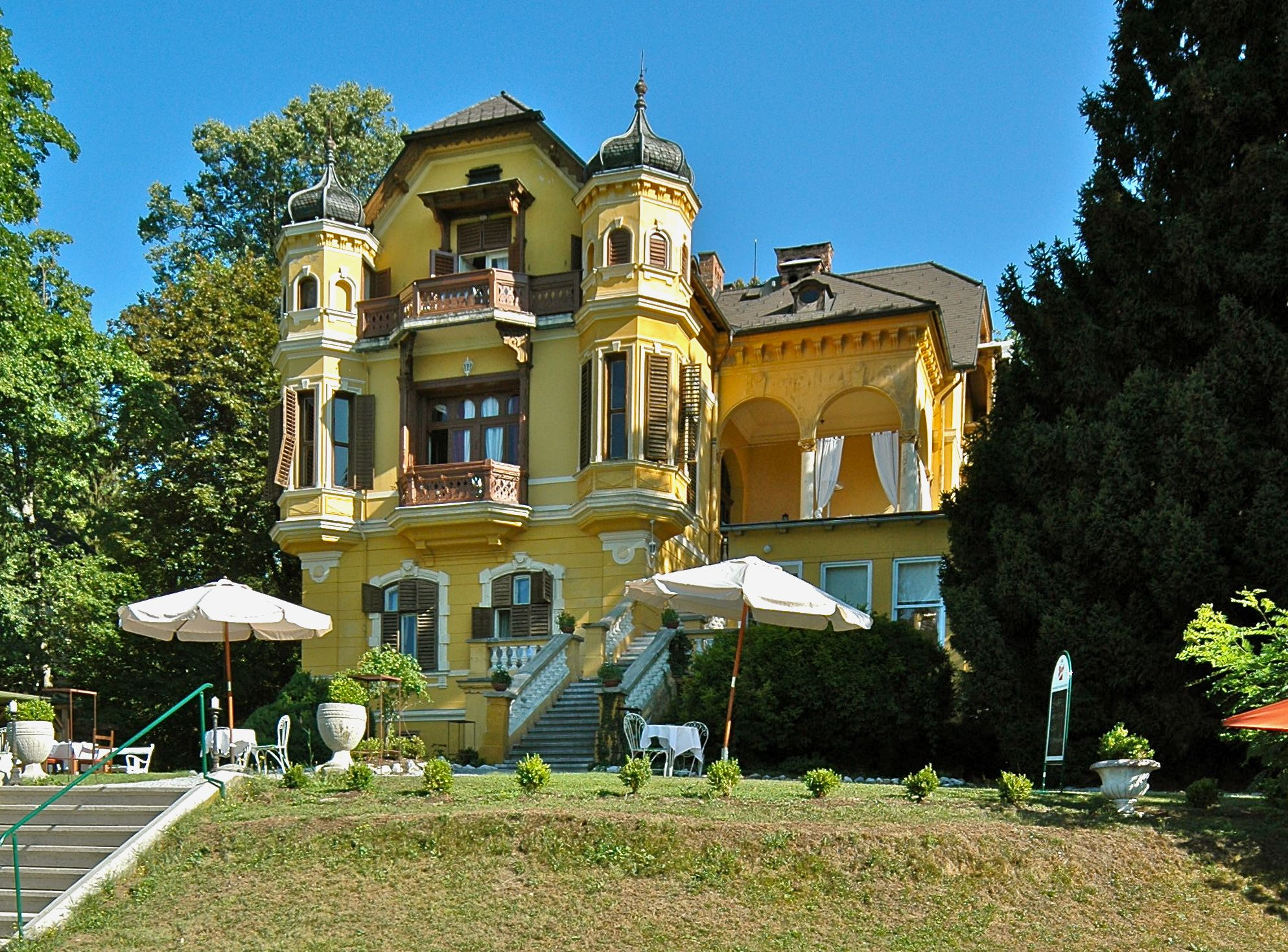
Hauptstraße 129, Villa Miralago
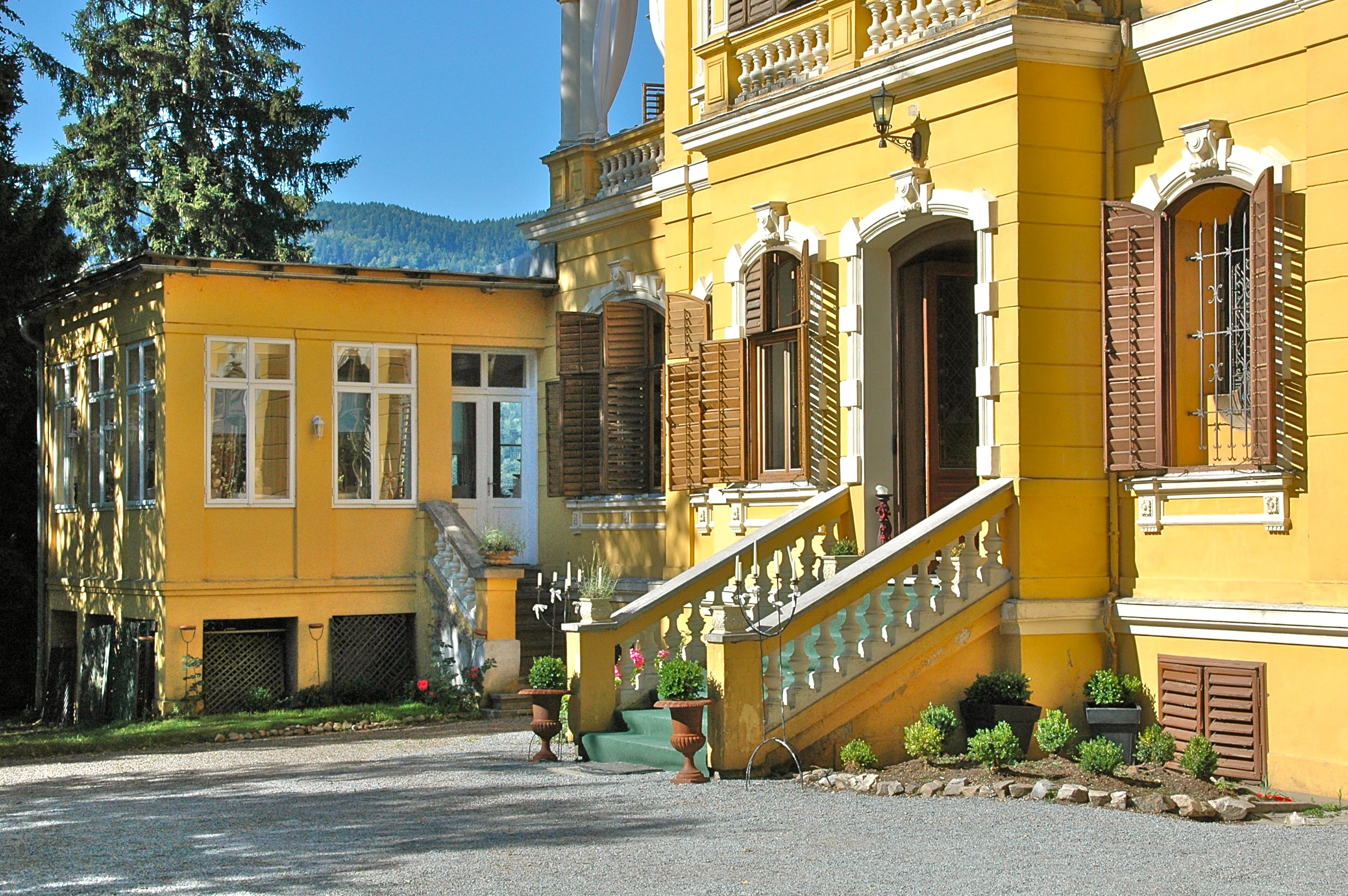
Eingangsbereich der Villa Miralago, Hauptstraße 129
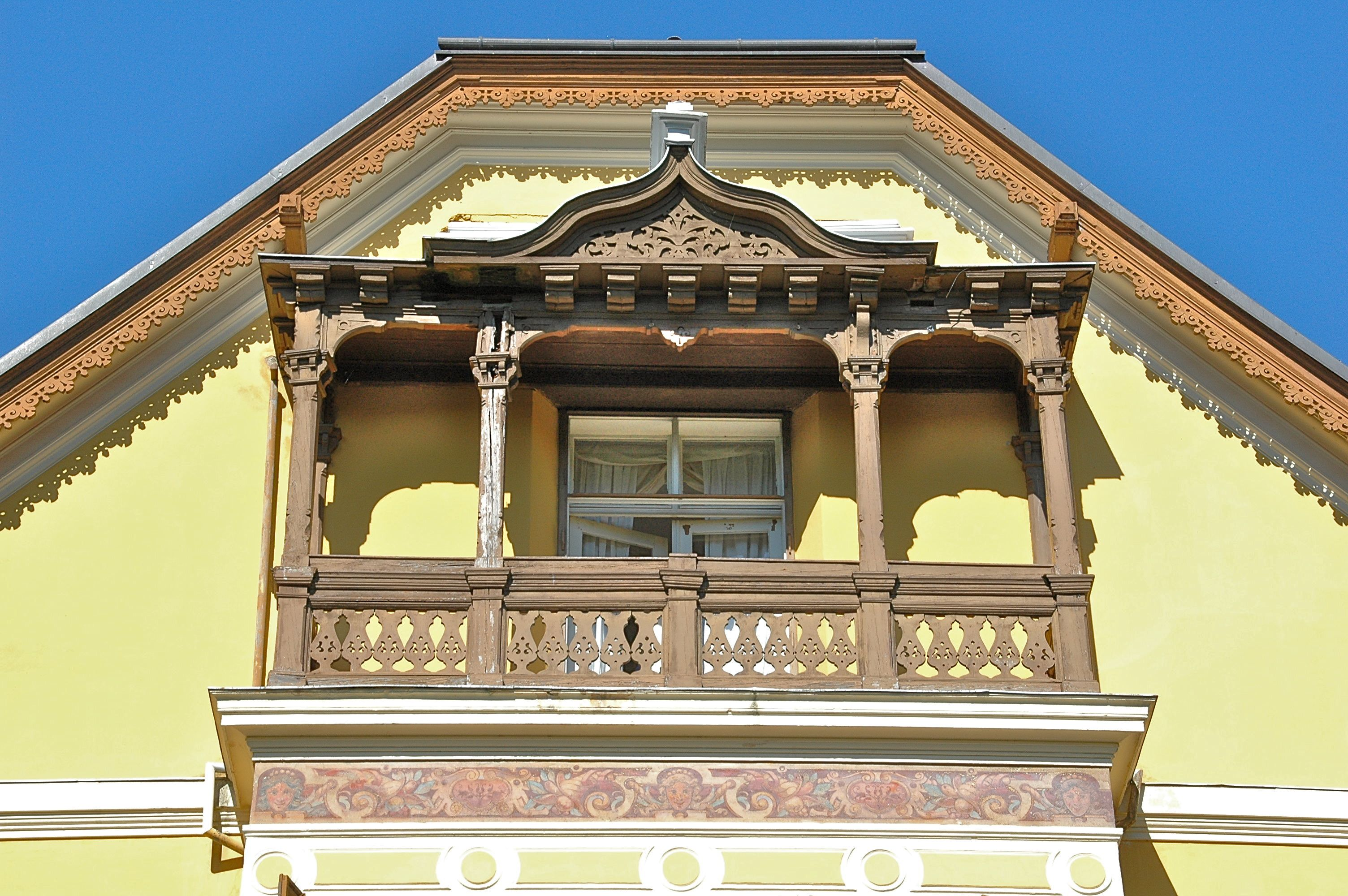
Giebelbalkon, Detail der Villa Miralago, Hauptstraße 129
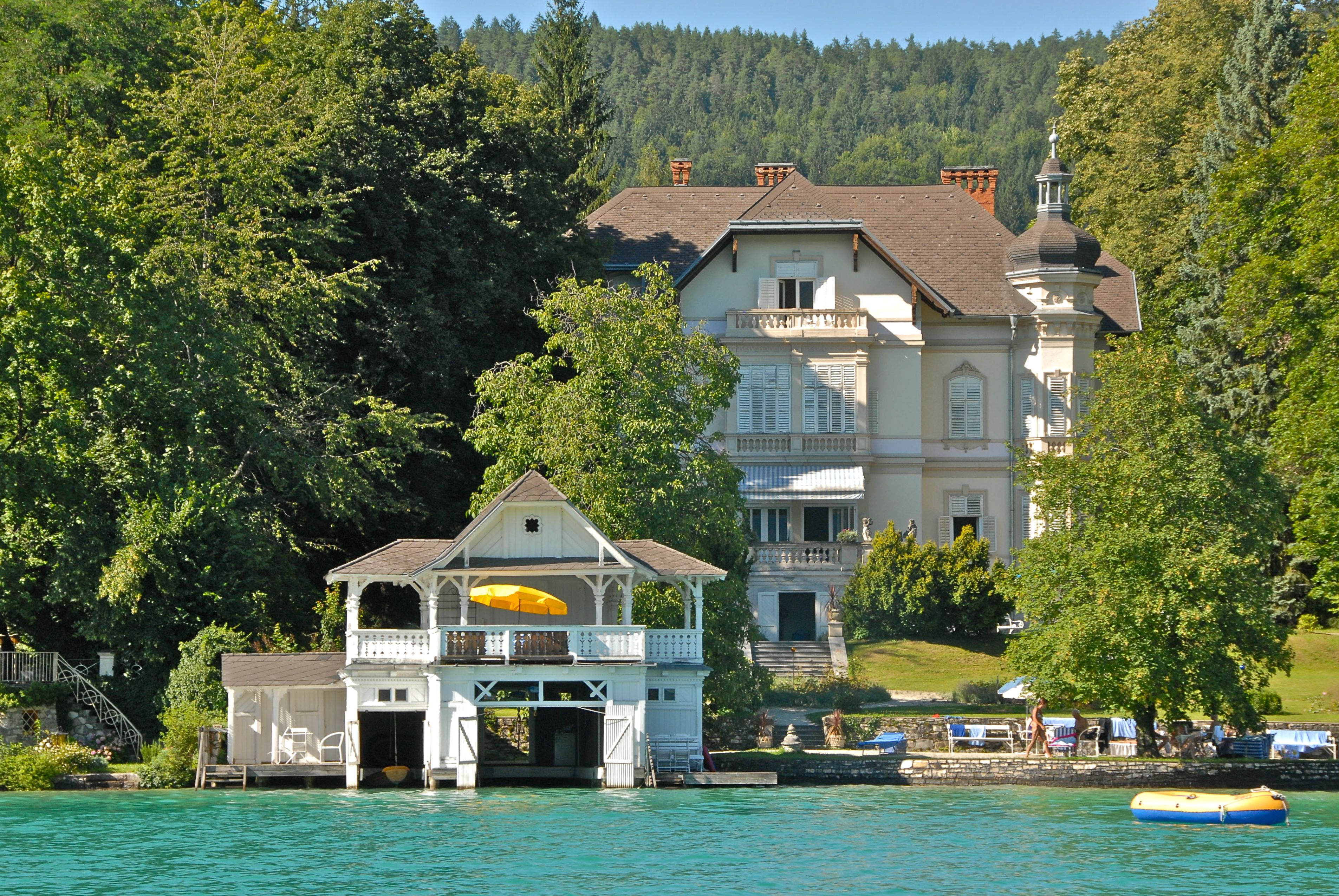
Hauptstraße 133, Villa Seehort mit Badehaus

Werzer’s Bootshaus
Die erste Bootshütte von Werzer bestand ursprünglich beim alten Bad bzw. bei der Schiffsanlegestelle. Planer und Ausführender dürfte der heimische Zimmermeister Johann Rapatz gewesen sein.
1890 wurde an der heutigen Stelle ein Bootshaus für sieben Boote errichtet. So wie einige Pörtschacher Villen stammt der Entwurf zu diesem Bootshaus von Architekt Josef Victor Fuchs. Ausführende Firma war auch in diesem Fall Zimmermeister Johann Rapatz, der auch die Errichtung des neuen Werzer Bades leitete. Bereits 1895 wurde die Bootshütte – wieder nach Plänen von Josef Victor Fuchs – erweitert.
Das im Frühjahr 1993 zum Großteil stark beschädigte Objekt wurde nach den Plänen von Peter Thaler dem ursprünglichen Zustand angepasst und von der Zimmerei Ferdinand Strutz in Krumpendorf am Wörthersee neu aufgezimmert.

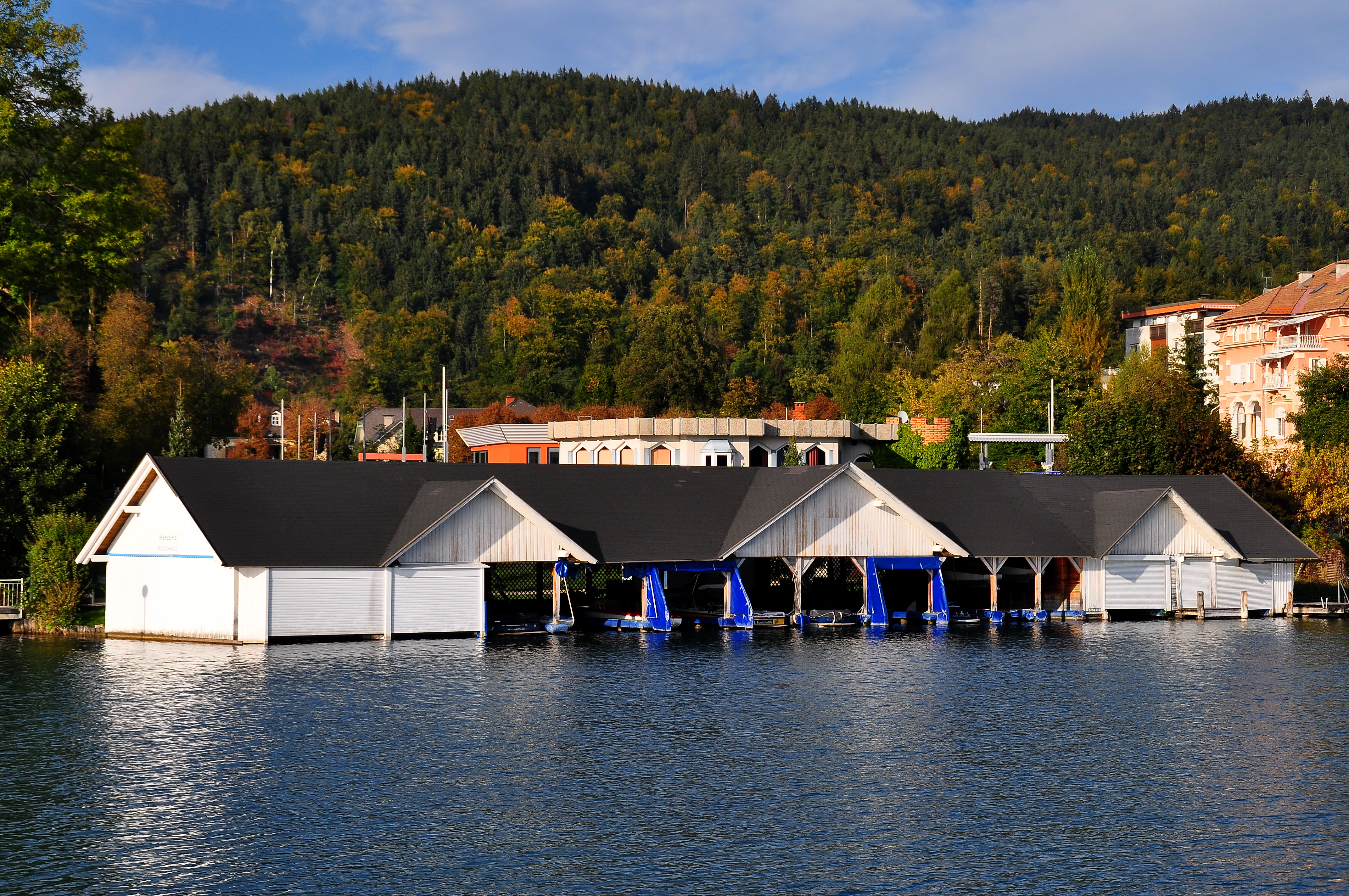
Süd-Ansicht von Werzer’s Bootshaus
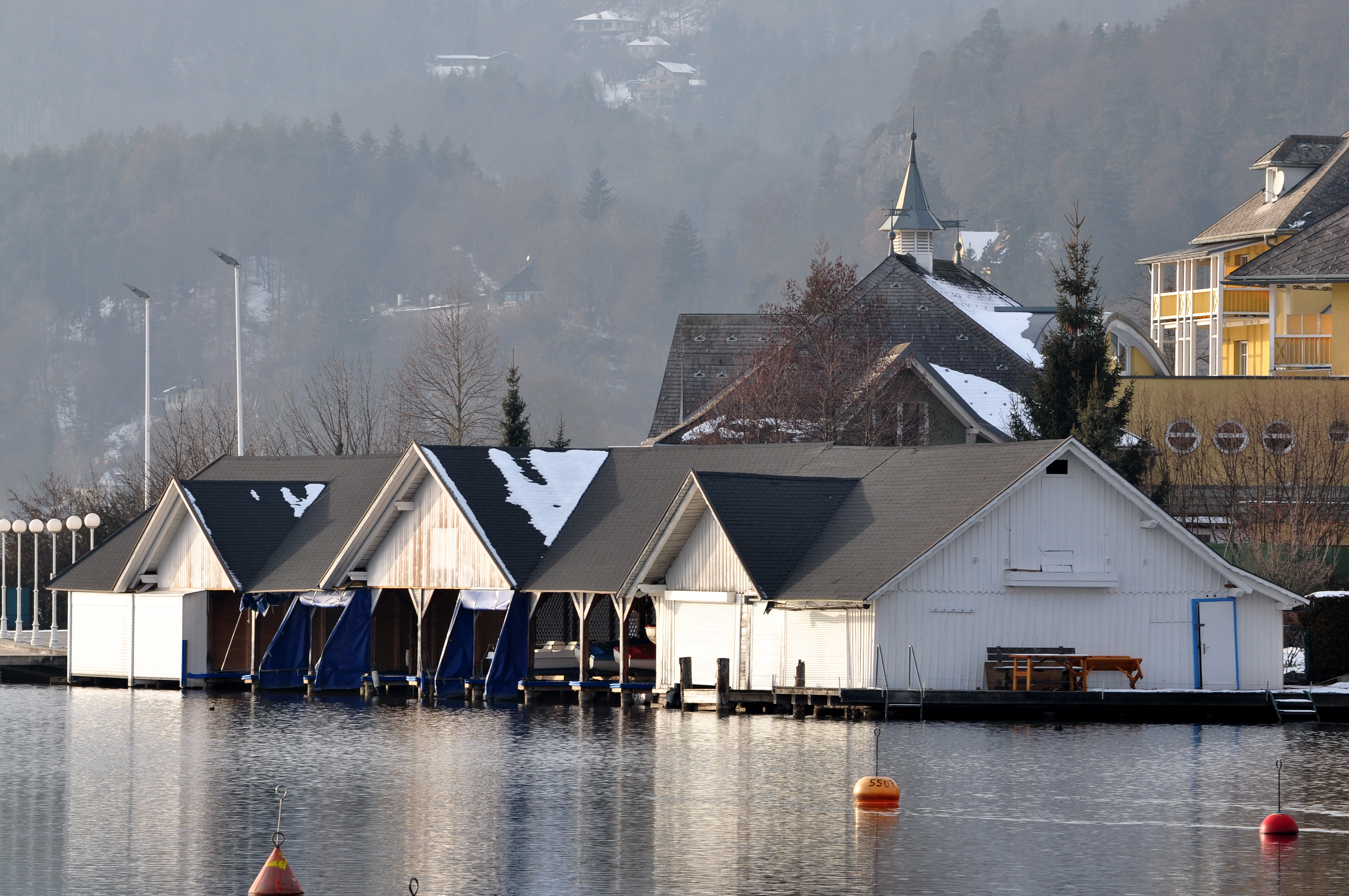
Südost-Ansicht von Werzer’s Bootshaus
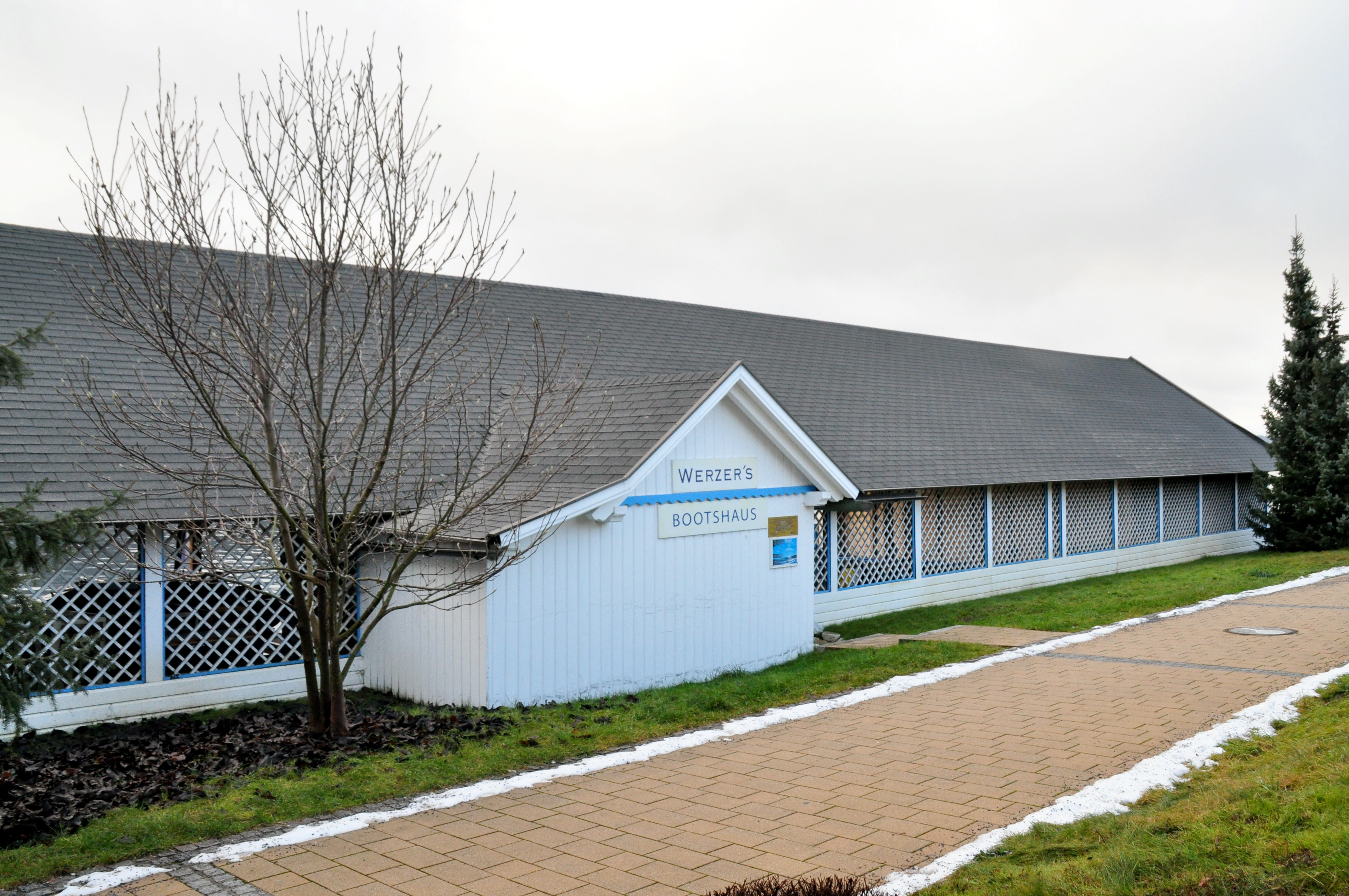
Nord-Ansicht von Werzer’s Bootshaus

### Museen und Galerien
- Galerie Tichy
- Galerie Loisel

### Regelmäßige Veranstaltungen

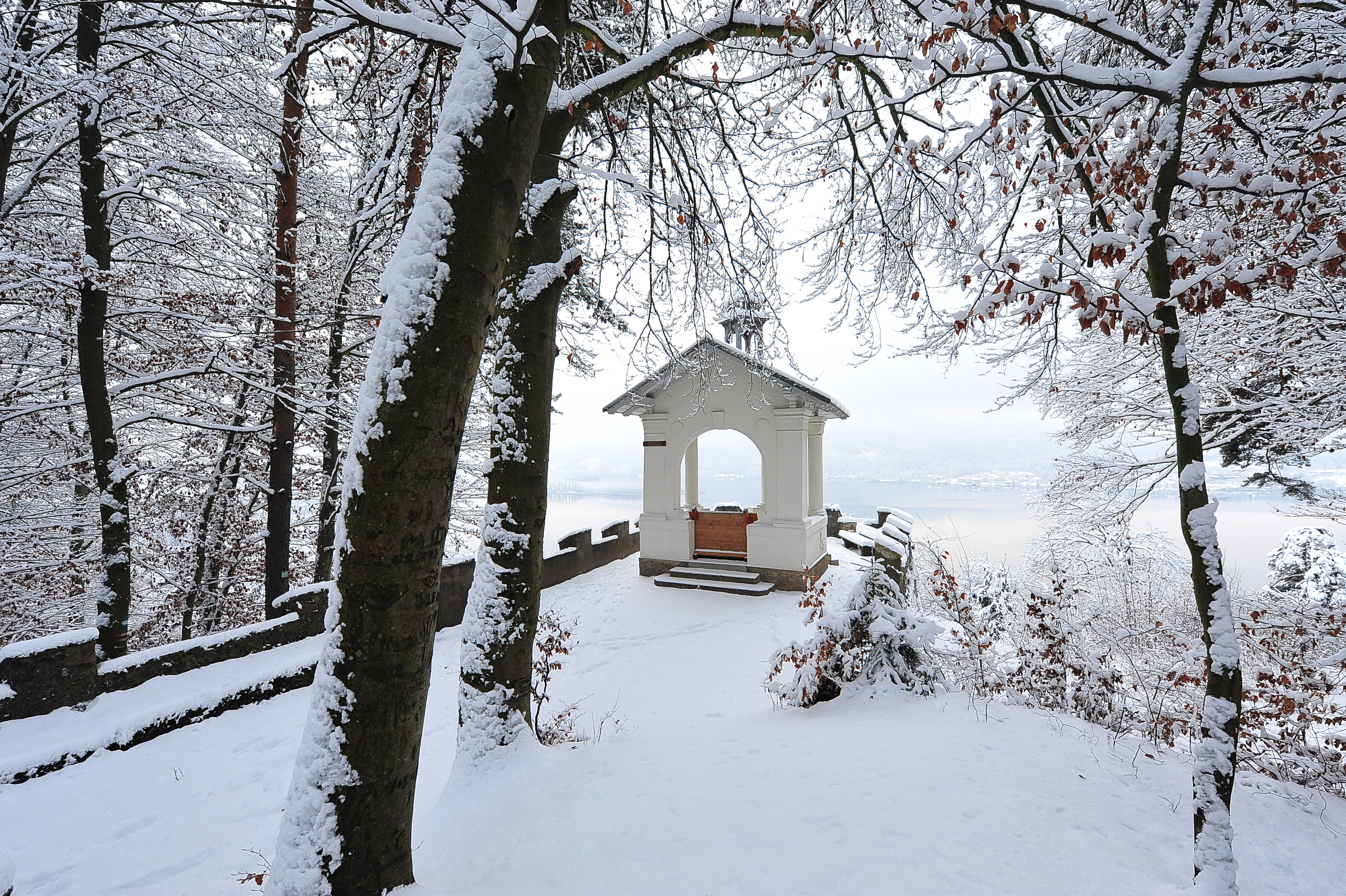
Aussichtspunkt „Hohe Gloriette“

- Kongresse, Seminare und Symposien im Congress-Center
- Sängertreffen, Kurkonzerte, Wasserschi-Shows, Feuerwerke
- Werzers Saison-Opening Anfang April
- Autofreier Sonntag um den Wörther See am letzten Sonntag im April
- E-Bike Days im Mai
- GTI – Wörtherseetour im Mai
- Vespa-Days Pörtschach im Juni
- Sankt Oswald-Kirchtag im August
- Antiquitäten-Messe im August
- Pink Lake Festival im August
- Johannes Brahms-Wettbewerb im August/September

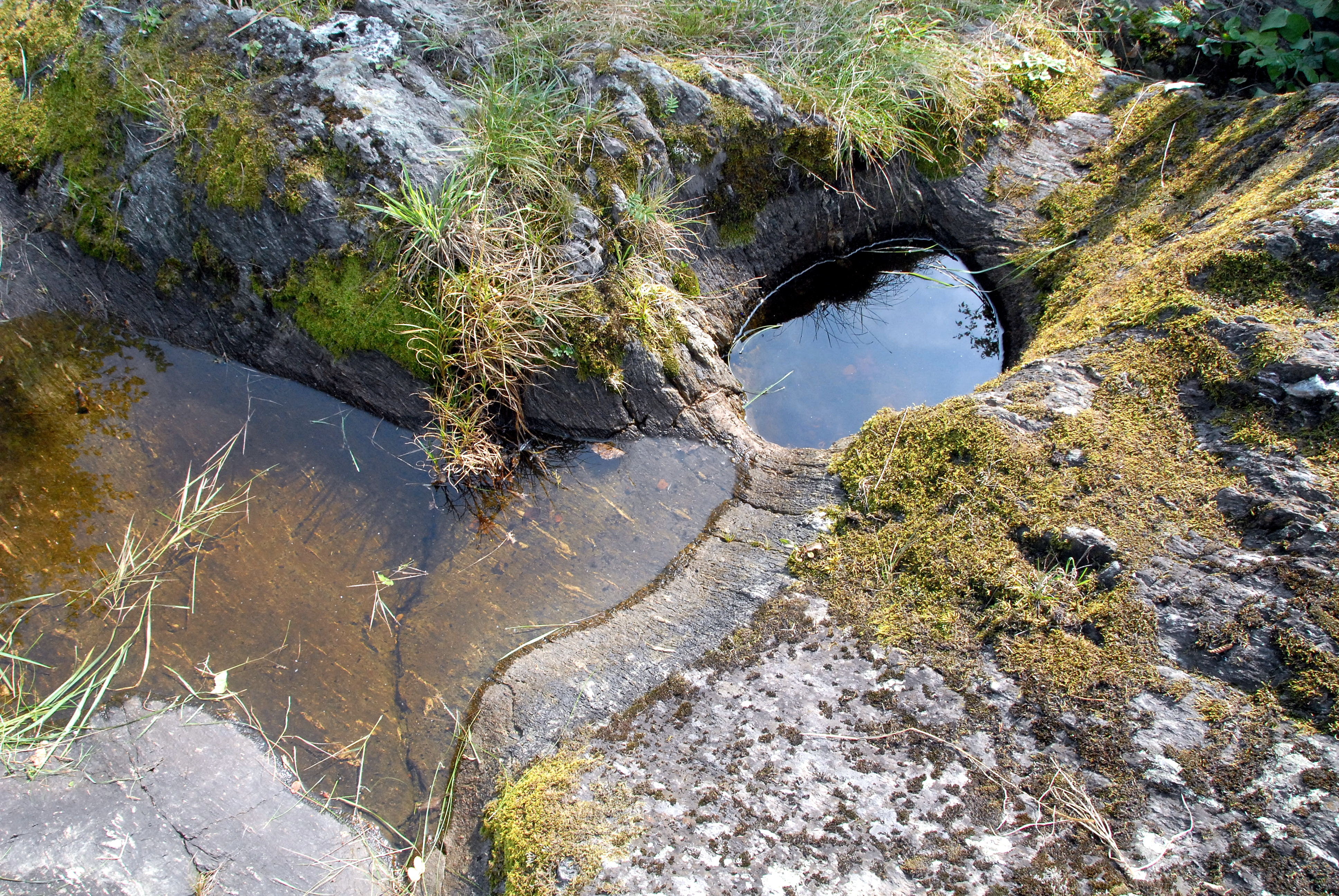
Gletschertopf in Pritschitz

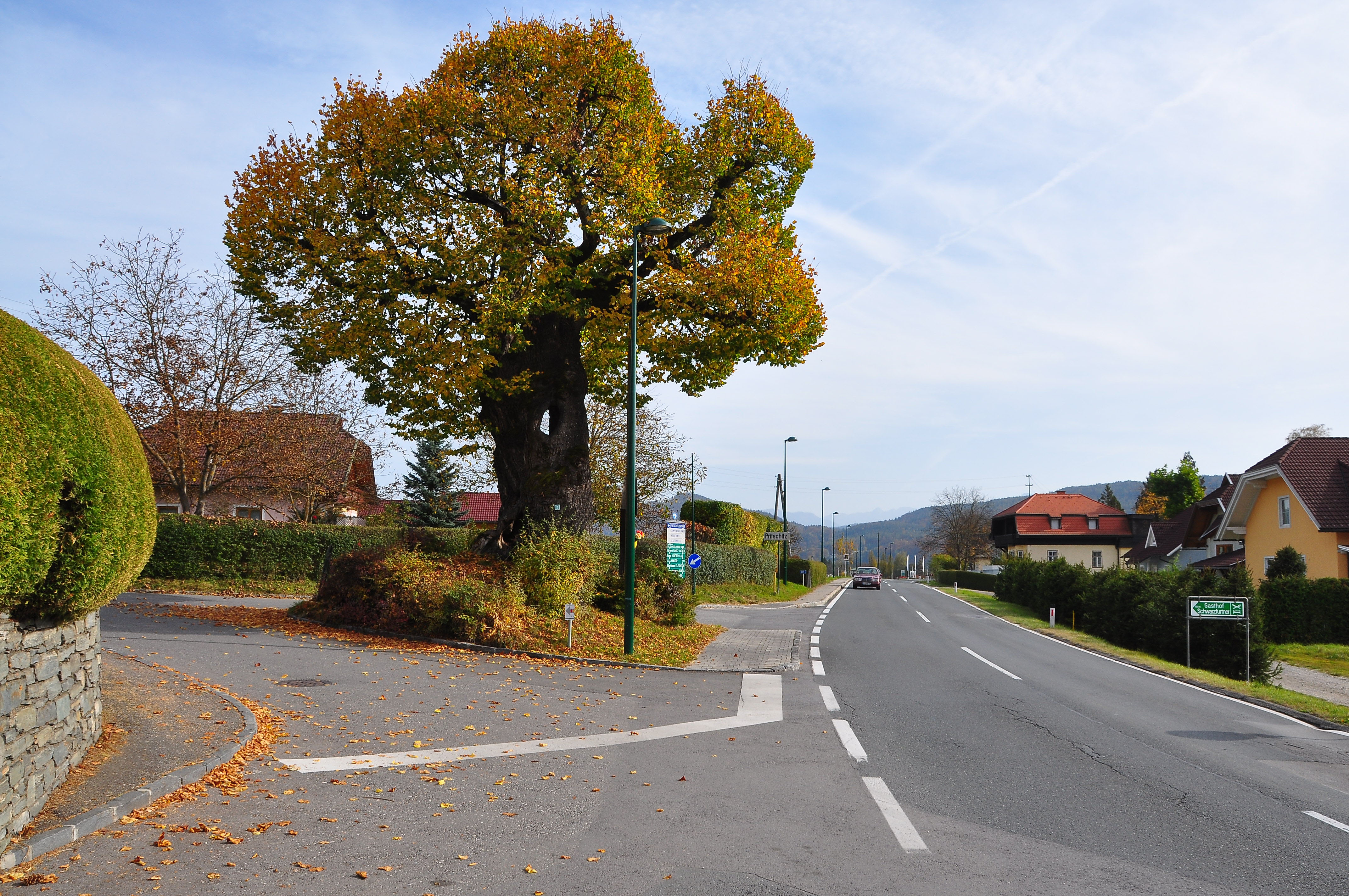
Napoléonlinde in Pritschitz

- Stiller Advent im Dezember

### Naturdenkmäler
- Gletschertopf: Zehn Meter nördlich der Kärntner Straße B 83 in Pritschitz am Ostrand des Gemeindegebiets befindet sich der so genannte Gletschertopf, der sich während der zu Ende gehenden letzten Eiszeit durch herabtropfendes Gletscher-Schmelzwasser in einer zu Tage getretenen Felsformation gebildet hat. Diese glaziale Erscheinung ist sehr gut erhalten geblieben und der Gesteinsblock weist immer noch die topfförmige Vertiefung auf.
- Napoléonlinde: Ebenso in Pritschitz an der Kärntner Straße (B 83) steht dieser mehrere hundert Jahre alte Baum, in dessen Nähe Kaiser Napoléon genächtigt hatte.
- Katharinenquelle: Dieses zarte Rinnsal hat seinen Ursprung am kleinen Geisrücken in Winklern und wird als heilige Quelle geführt.

## Wirtschaft und Infrastruktur

### Tourismus
In Pörtschach und Umgebung sind zahlreiche Freizeitaktivitäten möglich: Golfen, Inline-Skaten, Laufen, Radfahren, Reiten, Schwimmen, Segeln, Tauchen, Tennis und Wandern gehören ebenso zur Palette der Möglichkeiten wie auch Angeln und Bogenschießen.

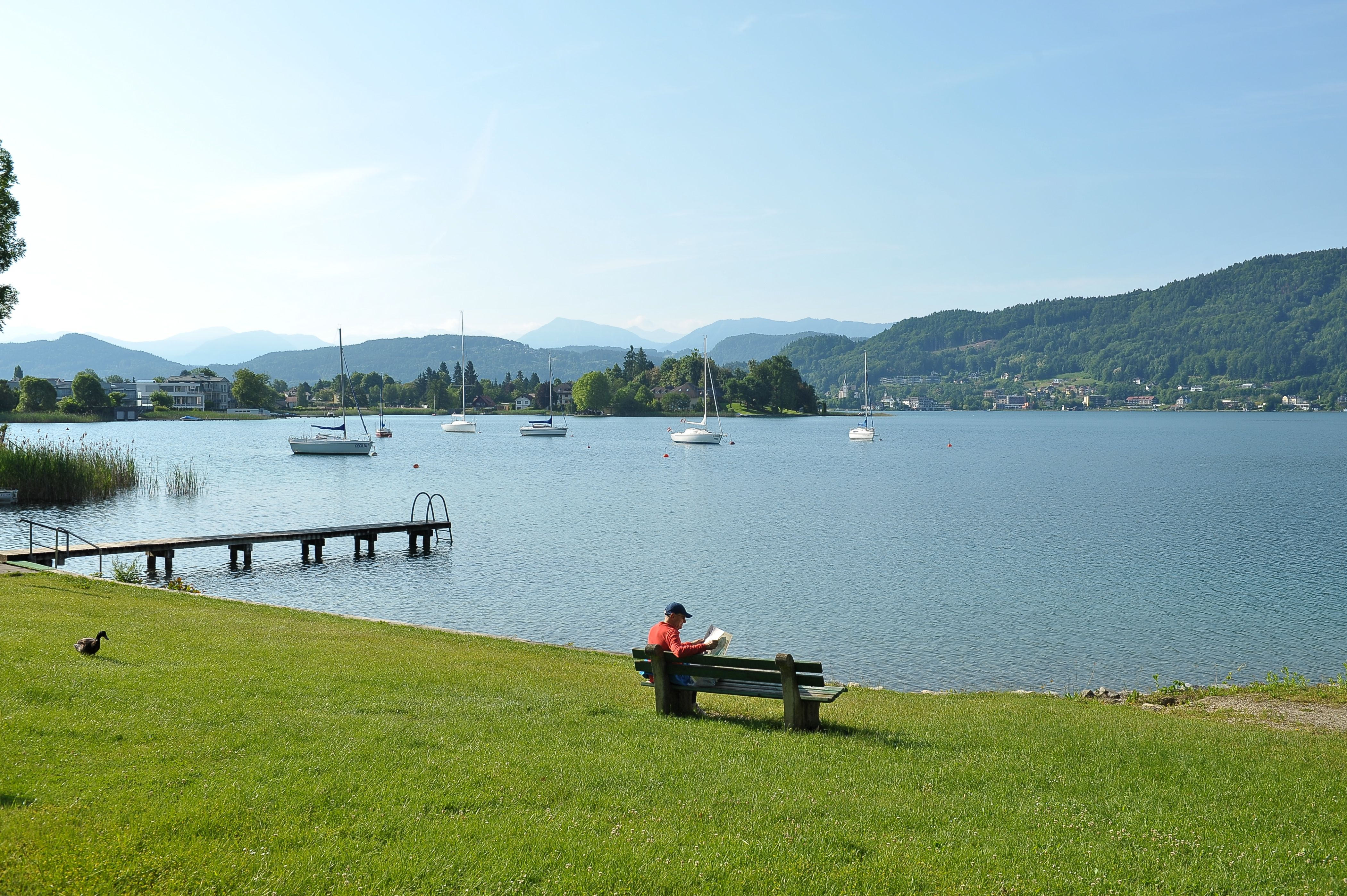
„Edelweiß-Bad“

### Freibäder
Es gibt zwei Seezugänge mit Badesteg, Liegewiese, Rettungsball und Umkleidehäuschen. Ein Strand befindet sich unter schattenspendenden Erlen in Sallach-Süd, das andere im Besitz der Österreichischen Bundesforste befindliche Freibad zum Null-Tarif liegt vor den bekannten Ostbucht-Villen Edelweiß und Almrausch an der Hauptstraße.

## Politik

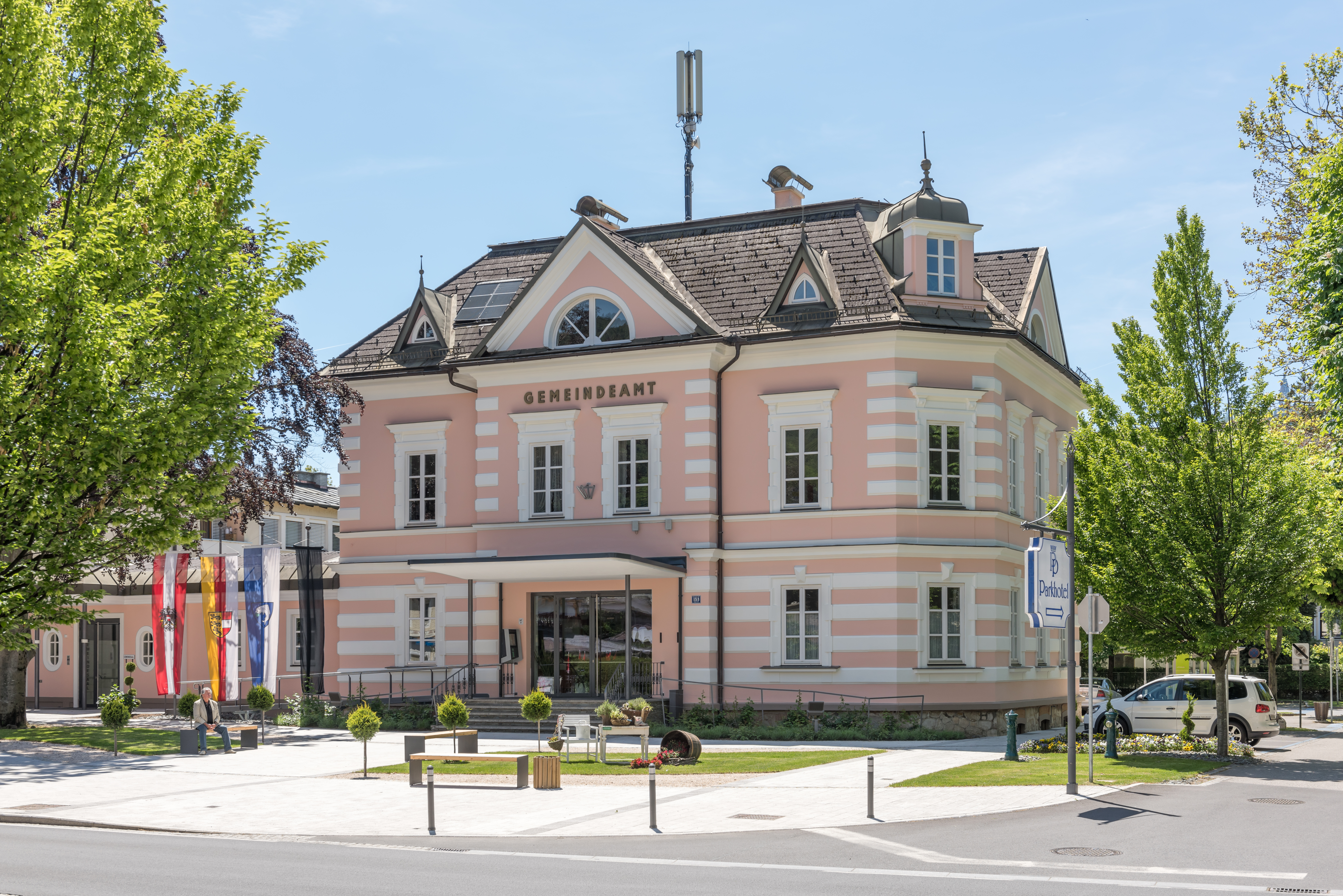
Gemeindeamt

### Gemeinderat
| Der Gemeinderat von Pörtschach hat 19 Mitglieder. \| Jahr \| SPÖ \| ÖVP \| FPÖ \| BZÖ \| GRÜNE \| VGÖ \| Link \| \| --------------------- \| --- \| --- \| --- \| --- \| ----- \| --- \| ---- \| \| Gemeinderatswahl 1985 \| 4 \| 12 \| 1 \| — \| — \| 2 \| [5] \| \| Gemeinderatswahl 1991 \| 4 \| 6 \| 7 \| — \| — \| 2 \| [5] \| \| Gemeinderatswahl 1997 \| 4 \| 8 \| 7 \| — \| — \| — \| [6] \| \| Gemeinderatswahl 2003 \| 4 \| 8 \| 7 \| — \| — \| — \| [7] \| \| Gemeinderatswahl 2009 \| 4 \| 8 \| — \| 7 \| — \| — \| [8] \| \| Gemeinderatswahl 2015 \| 4 \| 7 \| 6 \| — \| 2 \| — \| [9] \| \| Gemeinderatswahl 2021 \| 3 \| 10 \| 4 \| — \| 2 \| — \| [10] \| | Die zur Anzeige dieser Grafik verwendete Erweiterung wurde dauerhaft deaktiviert. Wir arbeiten aktuell daran, diese und weitere betroffene Grafiken auf ein neues Format umzustellen. (Mehr dazu) |     |     |     |       |     |        |
| Jahr | SPÖ | ÖVP | FPÖ | BZÖ | GRÜNE | VGÖ | Link   |
| Gemeinderatswahl 1985 | 4 | 12  | 1   | —   | —     | 2   | [ 5 ]  |
| Gemeinderatswahl 1991 | 4 | 6   | 7   | —   | —     | 2   | [ 5 ]  |
| Gemeinderatswahl 1997 | 4 | 8   | 7   | —   | —     | —   | [ 6 ]  |
| Gemeinderatswahl 2003 | 4 | 8   | 7   | —   | —     | —   | [ 7 ]  |
| Gemeinderatswahl 2009 | 4 | 8   | —   | 7   | —     | —   | [ 8 ]  |
| Gemeinderatswahl 2015 | 4 | 7   | 6   | —   | 2     | —   | [ 9 ]  |
| Gemeinderatswahl 2021 | 3 | 10  | 4   | —   | 2     | —   | [ 10 ] |

Direkt gewählte Bürgermeisterin ist Silvia Häusl-Benz (ÖVP). 

### Wappen

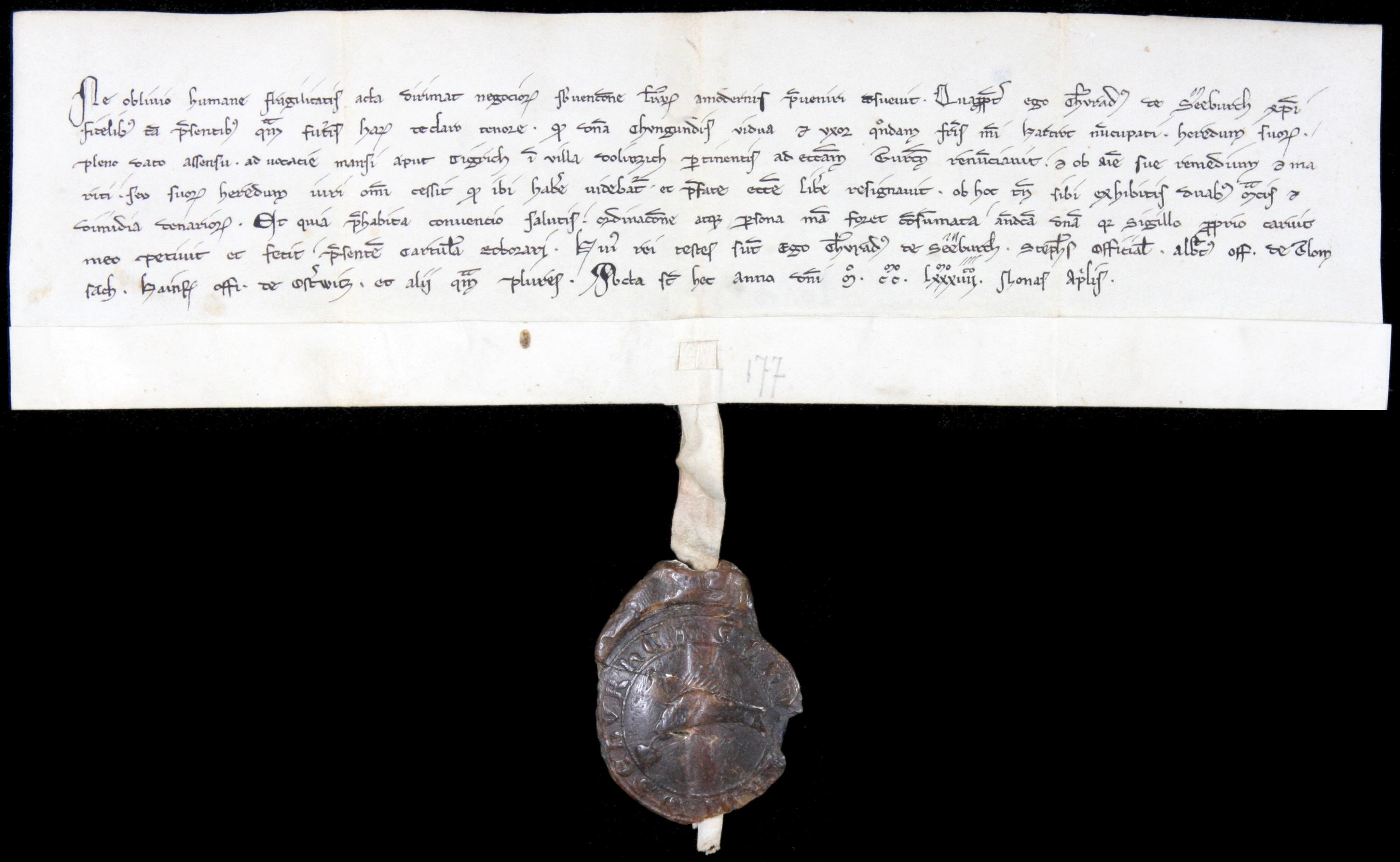
Seeburger Siegel von 1284 mit Fischmotiv

Das Motiv des Wappens von Pörtschach geht auf das älteste erhaltene Siegel der Seeburger zurück, welches auf einer Urkunde vom 5. April 1284 abgebildet ist. Es zeigt einen springenden bzw. steigenden silbernen Fisch, der ein grünes Blatt im Maul hält. Die Ursache für die Motivwahl ist unbekannt.
Die Fahne ist Blau-Weiß mit eingearbeitetem Wappen. Wappen und Fahne wurden der Gemeinde am 15. Juni 1960 verliehen.

### Partnergemeinde
- Rivignano (Ortsteil der Gemeinde Rivignano Teor), Friaul-Julisch Venetien liegt von Pörtschach rund 174 Straßenkilometer entfernt. Die Fahrzeit mit dem Pkw beträgt etwa eindreiviertel Stunden.

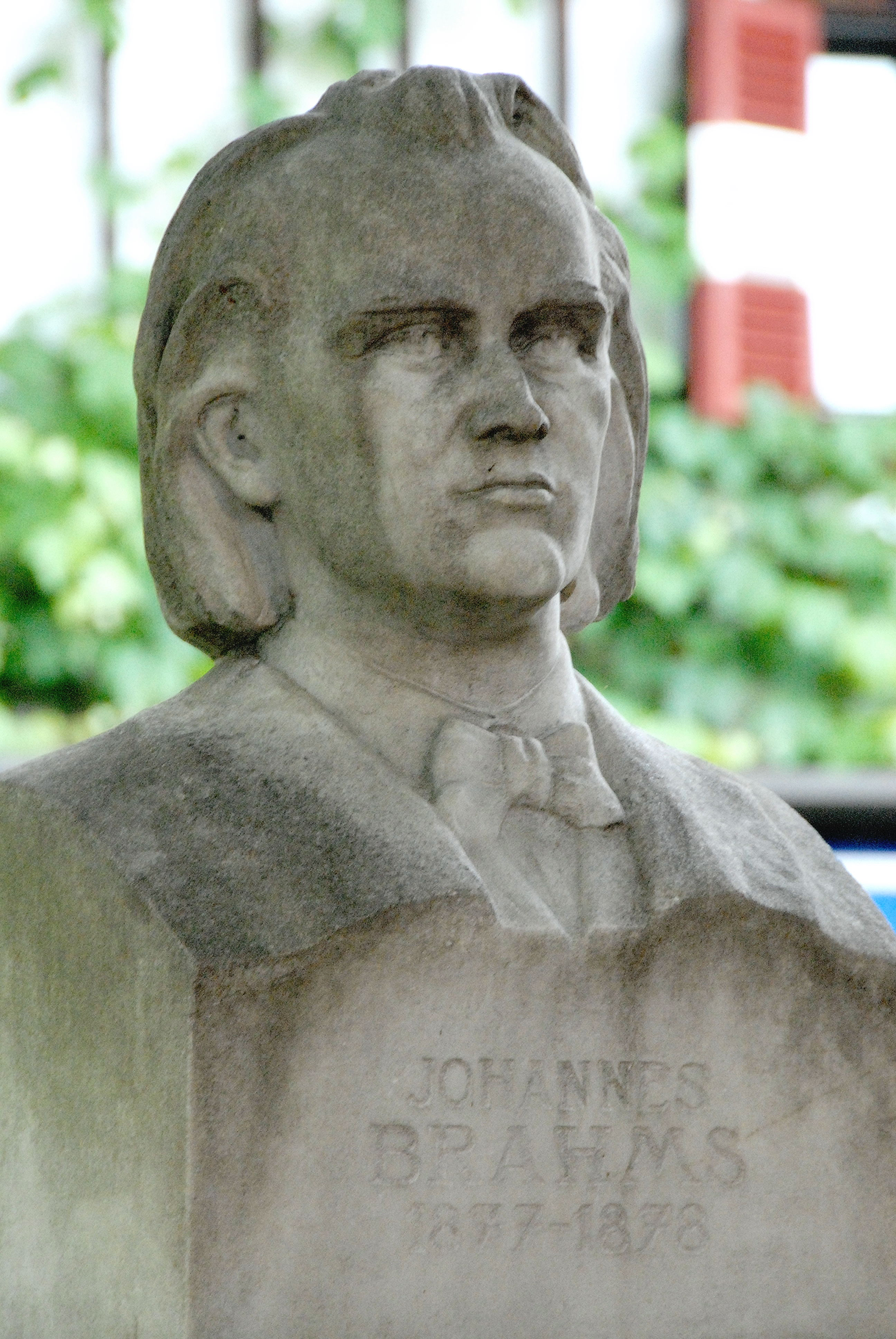
Johannes-Brahms-Büste im Pörtschacher Schlosshof Leonstein

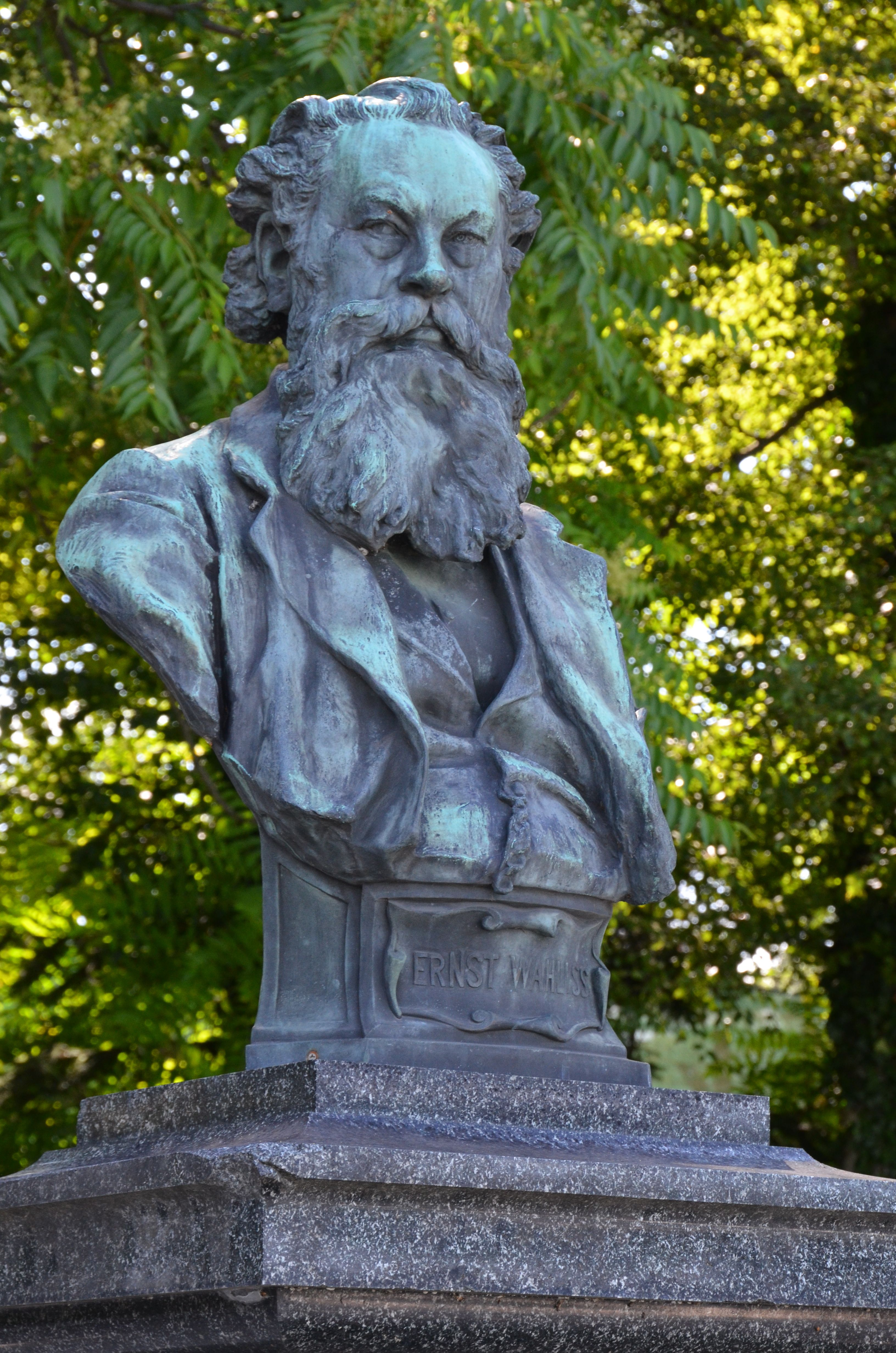
Wahliß-Büste an der Johannes-Brahms-Promenade

## Persönlichkeiten
Wenn Kaiser Franz Joseph I. auf Reisen ging, nächtigte er auch im „Österreichischen Hof“, einem Bauwerk des 19. Jahrhunderts gleich neben dem Bahnhof. Im Erdgeschoß des dort geführten Restaurants „Franzl“ gibt es an der Südwand ein überlebensgroßes Gemälde mit der Darstellung Franz Josephs I.
Im Innenhof von Schloss Leonstain erinnert eine Büste an den Komponisten Johannes Brahms, der die Sommer 1877 bis 1879 in Pörtschach verbrachte. Er schrieb 1877 an Clara Schumann:
„Erzählen will ich, dass ich hier in Pörtschach am See ausstieg, mit der Absicht, den nächsten Tag nach Wien zu fahren. Doch der erste Tag war so schön, dass ich den zweiten durchaus bleiben musste. Der zweite aber so schön, dass ich für’s erste weiter bleibe.“
Daraus wurden drei Jahre.

### In Pörtschach geboren
- Georg Graber (1882–1957), Volkskundler
- Robert Rapatz (1890–1964), Politiker (ÖVP) und Baumeister
- Josef Tichy (1922–2001), Maler und Graphiker
- Bastian Trinker (* 1990), Tennisspieler

### Mit Wirkungsort Pörtschach
- Johannes Brahms (1833–1897), Komponist; schuf einige seiner bedeutendsten Werke in Pörtschach
- Anita Eberwein (* 1968 in Klagenfurt),[12] Schauspielerin, Sängerin und Moderatorin
- Wilhelm Heß (1846–1916), Architekt, bedeutender Vertreter der „Wörthersee-Architektur“
- Ladislaus Graf Hoyos (1834–1901), Legationsrat
- Franz Kupelwieser (1830–1903), Montanist
- Franziska „Fanni“ Lemisch (≈1844–?), geb. Rainer, Realitätenbesitzerin; Bauherrin der „Villa Hygiea“
- Otto Lemisch († 1940), Fabrikant und Bürgermeister
- Wilhelm Loisel (1914–2005), Maler
- Hugo Meurer (1869–1960), deutscher Marineoffizier, Vizeadmiral der Kaiserlichen deutschen Marine
- Bertha von Tarnóczy (1846–1936), Malerin und Kunstpädagogin
- Ernst Wahliss (1837–1900), Geschäftsmann und Porzellanwarenfabrikant

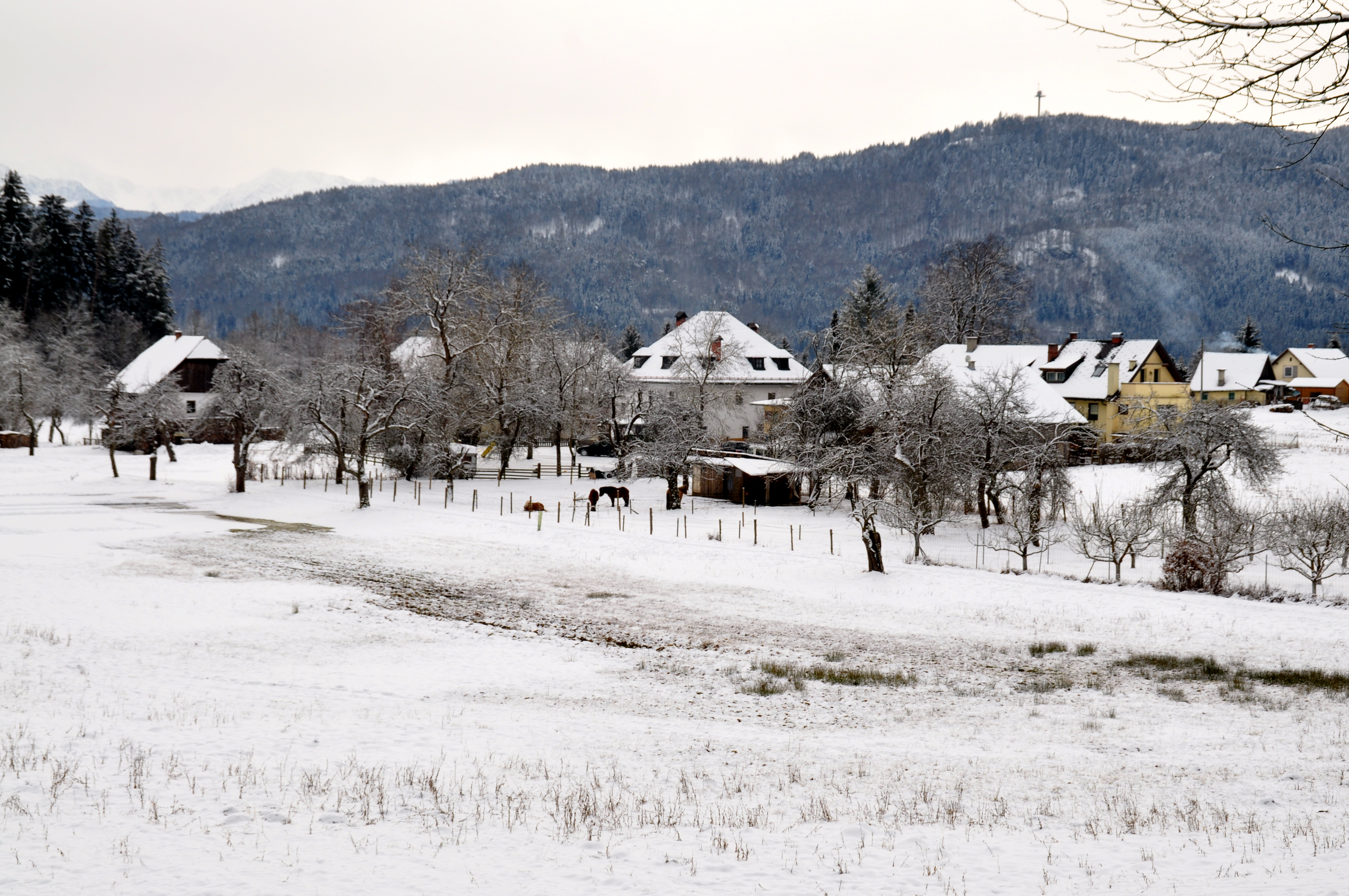
Winklern
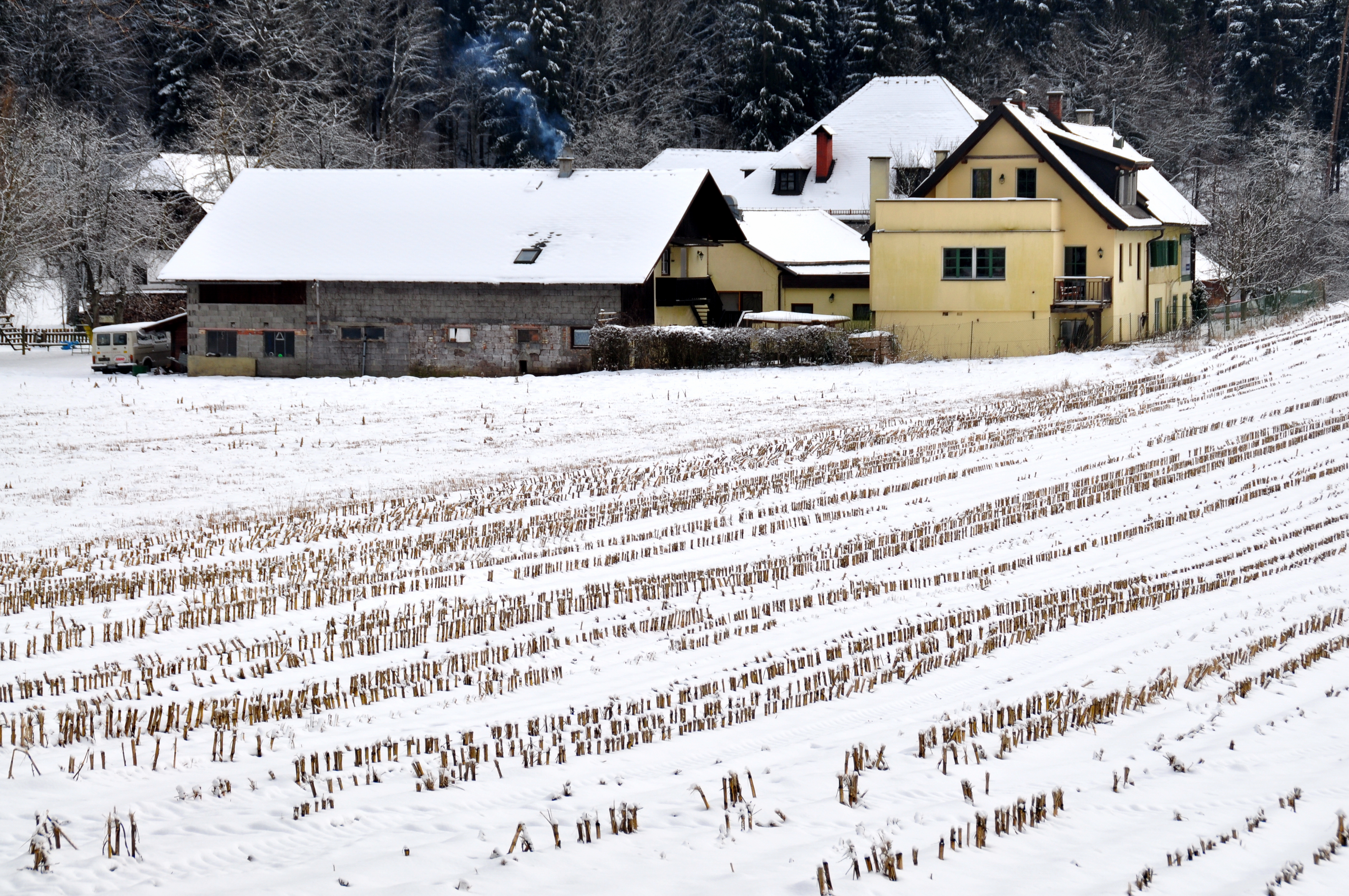
„Zocklwirt“ vulgo Rumasch an der Gaisrückenstraße
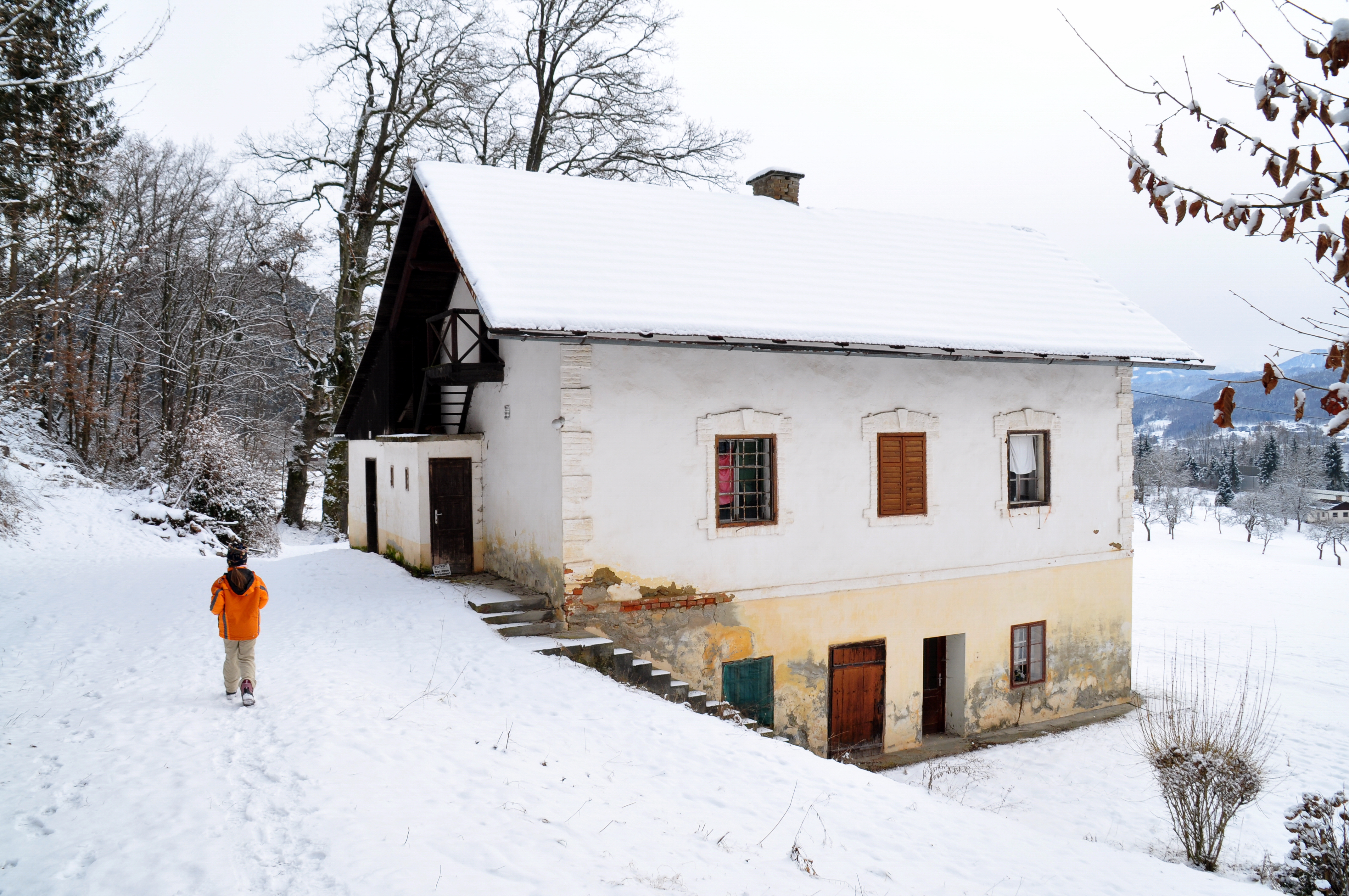
Gimplhof am Quellweg 38